# Vang Vieng
Vang Vieng (lao ວັງວຽງ) est une ville du Laos située dans la province de Vientiane, entre Luang Prabang et Vientiane.

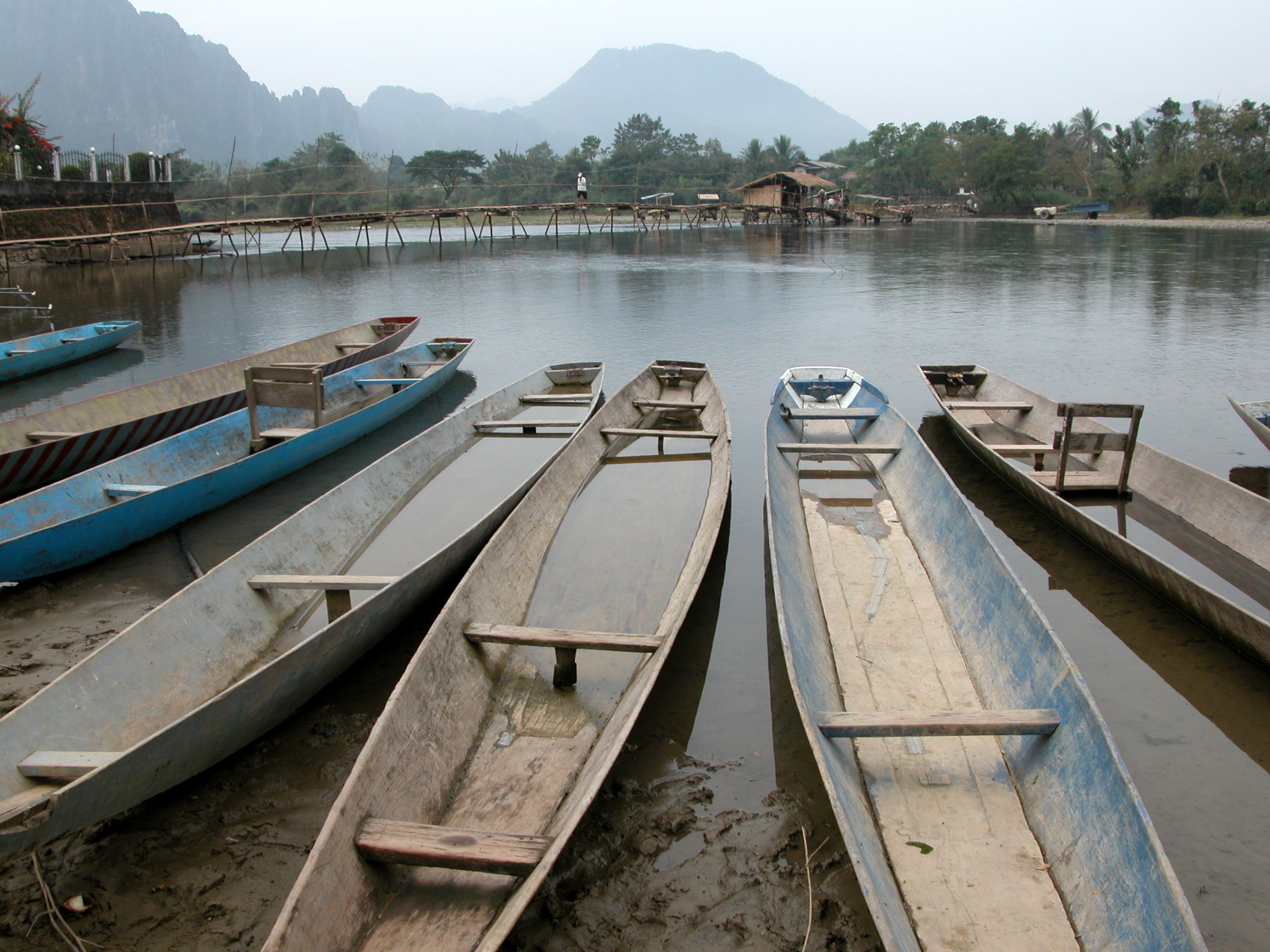
Pirogues à Vang Vieng.

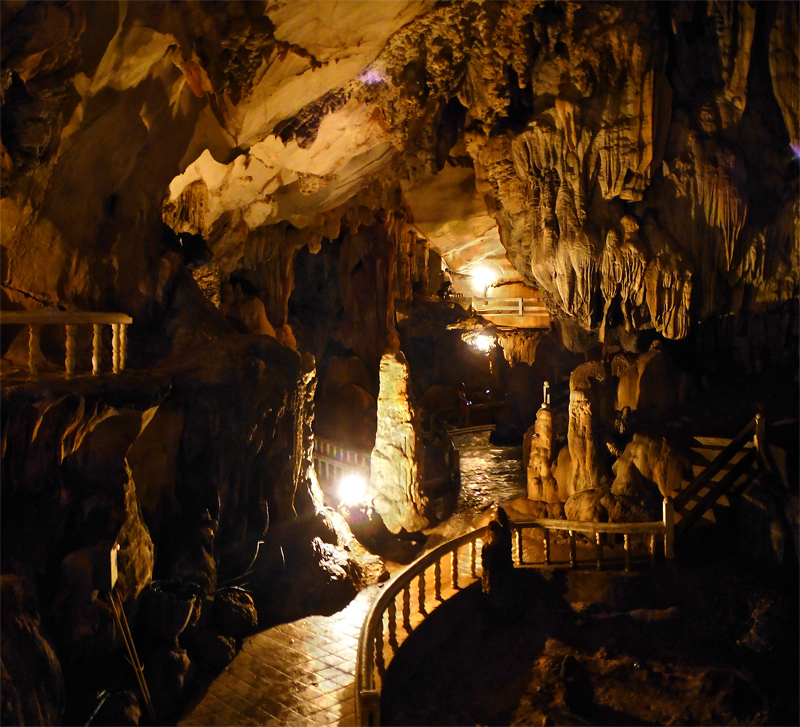
Grotte de Tham Jang.

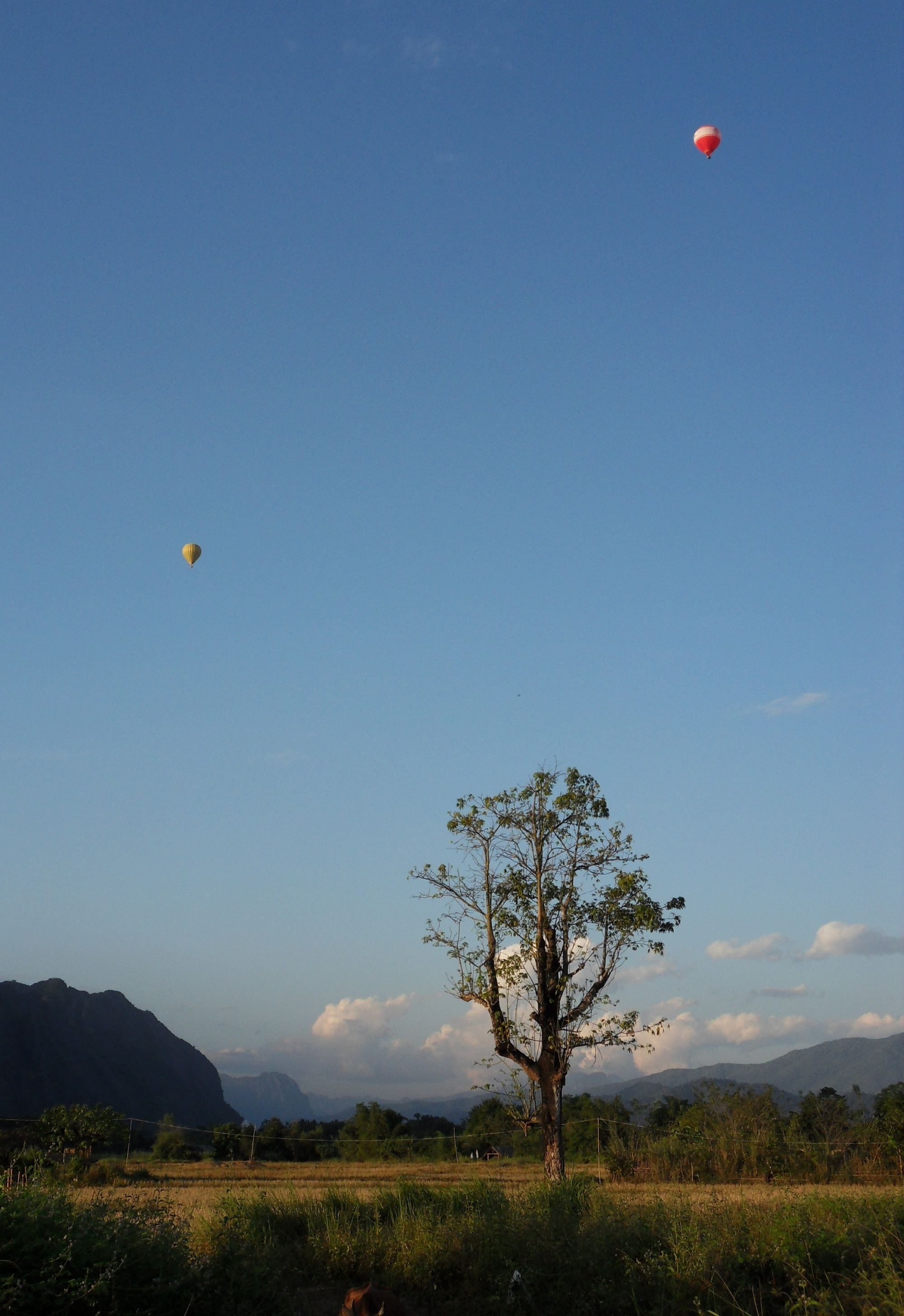
Deux ballons à Vang Vieng.

Elle compte environ 20 930 habitants en 2015. Vang Vieng se trouve sur les bords de la Nam Song (affluent de la Nam Lik, elle-même affluent du Mékong) et est entourée de pitons karstiques, de grottes et de lagons.
Le tourisme se développe à partir des années 1990 et la ville devient une destination importante pour les routards européens et australiens, notamment attirés par le tubing sur la rivière, l'alcool et les drogues. Cependant, après de nombreuses morts de touristes, les autorités ferment la plupart des bars en 2012 et la ville tente de changer son image en mettant en valeur son cadre naturel.

## Histoire
Vang Vieng fut créée en 1353 comme étape entre Luang Prabang et Vientiane. D'abord nommée Mouang Song, elle fut renommée Vang Vieng dans les années 1890, au moment de la mise en place du protectorat français du Laos,. Elle connut une expansion significative de 1964 à 1973, durant la guerre du Viêt Nam, quand les Américains y construisirent une base aérienne pour Air America. Cet aérodrome était connu sous le nom de Lima site 6. Dans les années 1990 et 2000, la ville connut une croissance importante grâce à l'afflux des touristes. La population de la ville passa de 10 827 habitants en 2005 à 20 930 en 2015.

## Transports
Vang Vieng se situe sur la route nationale 13, à peu près à mi-chemin entre Vientiane et Luang Prabang. Elle est cependant plus accessible à partir de Vientiane, car la région au nord est plus montagneuse, surtout à partir de Kasi. La piste d'atterrissage datant de la guerre du Viêt Nam, située entre le centre-ville et la route no 13, sert de lieu de divertissement et n'est pas destinée à être remise en fonction.
Vang Vieng se trouve également sur la ligne Boten - Vientiane et est accessible par la gare de Vang Vieng depuis sa mise en service le 3 décembre 2021.

## Tourisme

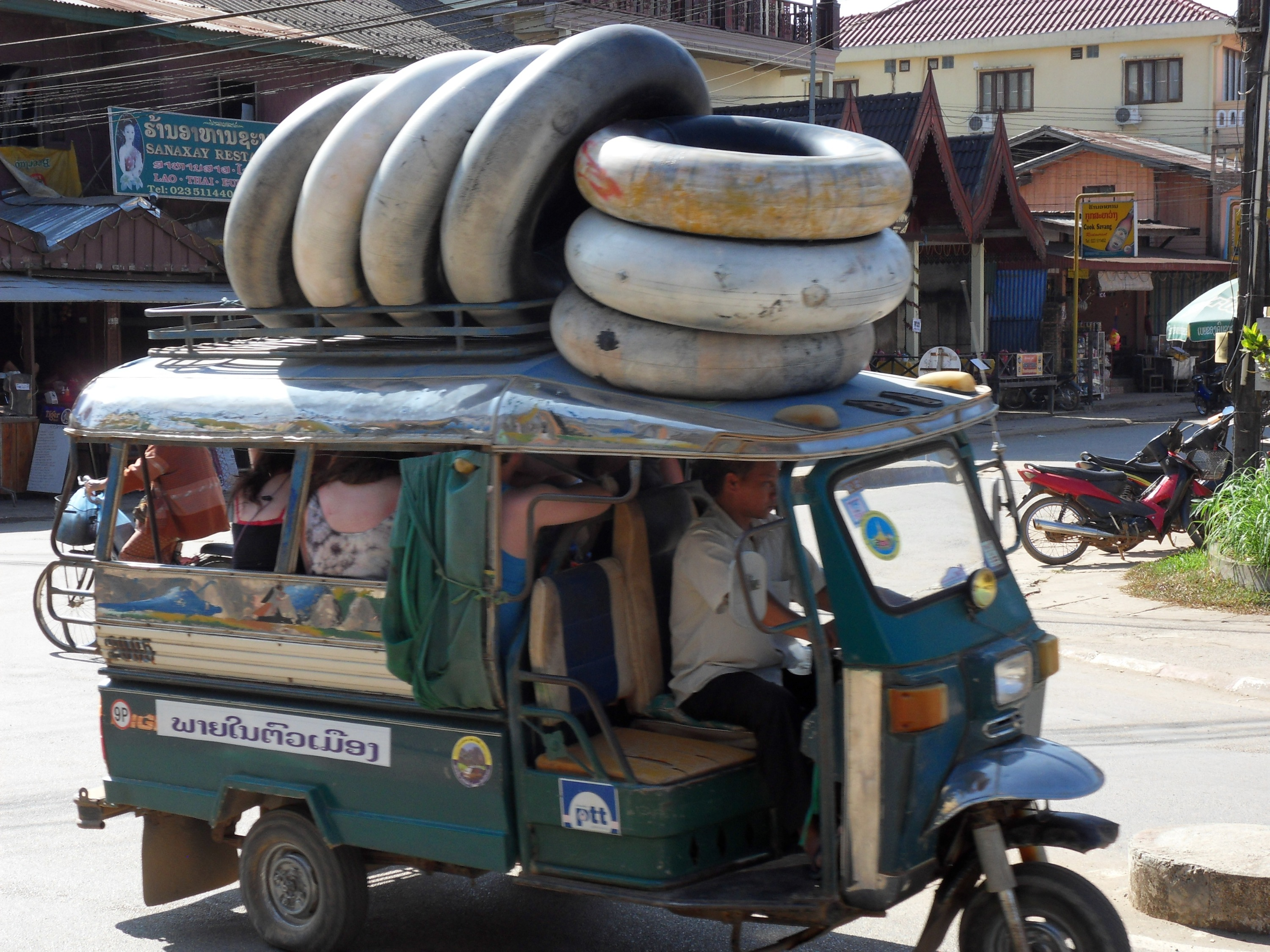
Départ pour le tubing.

Après l'ouverture du Laos au tourisme dans les années 1990, Vang Vieng attire de nombreux visiteurs, en particulier des routards européens et australiens, grâce à ses paysages naturels. La ville connaît un important développement avec la construction de maisons d'hôtes, d'agences de voyages, de bars et de restaurants. Les activités sur la Nam Song telles que le tubing se développent également : sur une bouée, les touristes se laissent porter par la rivière en s'arrêtant dans les bars qui la bordent. En plus de l'alcool servi en grande quantité, les bars, où l'alcool coule à flots, offrent aussi des activités telles que des toboggans ou des balançoires qui permettent de se jeter dans la rivière. Les drogues comme la marijuana et l'opium sont disponibles dans les bars et les restaurants. La combinaison de l'alcool et des activités aquatiques provoque de nombreuses morts : en 2011, 27 touristes meurent noyés ou après avoir plongé la tête la première contre les rochers . Selon le ministère laotien du Tourisme, Vang Vieng possède 1 850 chambres pour touristes (février 2010).
Les ambassadeurs étrangers annoncent aux autorités laotiennes que ces morts de touristes deviennent inacceptables et, en août 2012, le gouvernement ferme les bars le long de la rivière. La ville essaie ensuite de changer son image et met en avant ses beautés naturelles. Le tubing n'a pas disparu mais les cordes et toboggans ont été enlevés et le nombre de bars ouverts au même moment est limité à trois. Vang Vieng attire également des visiteurs plus âgés, et des hébergements haut de gamme se développent de l'autre côté de la Nam Song. De nombreux Coréens visitent Vang Vieng depuis la diffusion de la téléréalité Youth Over Flowers (en), tournée dans la région, en 2014,.

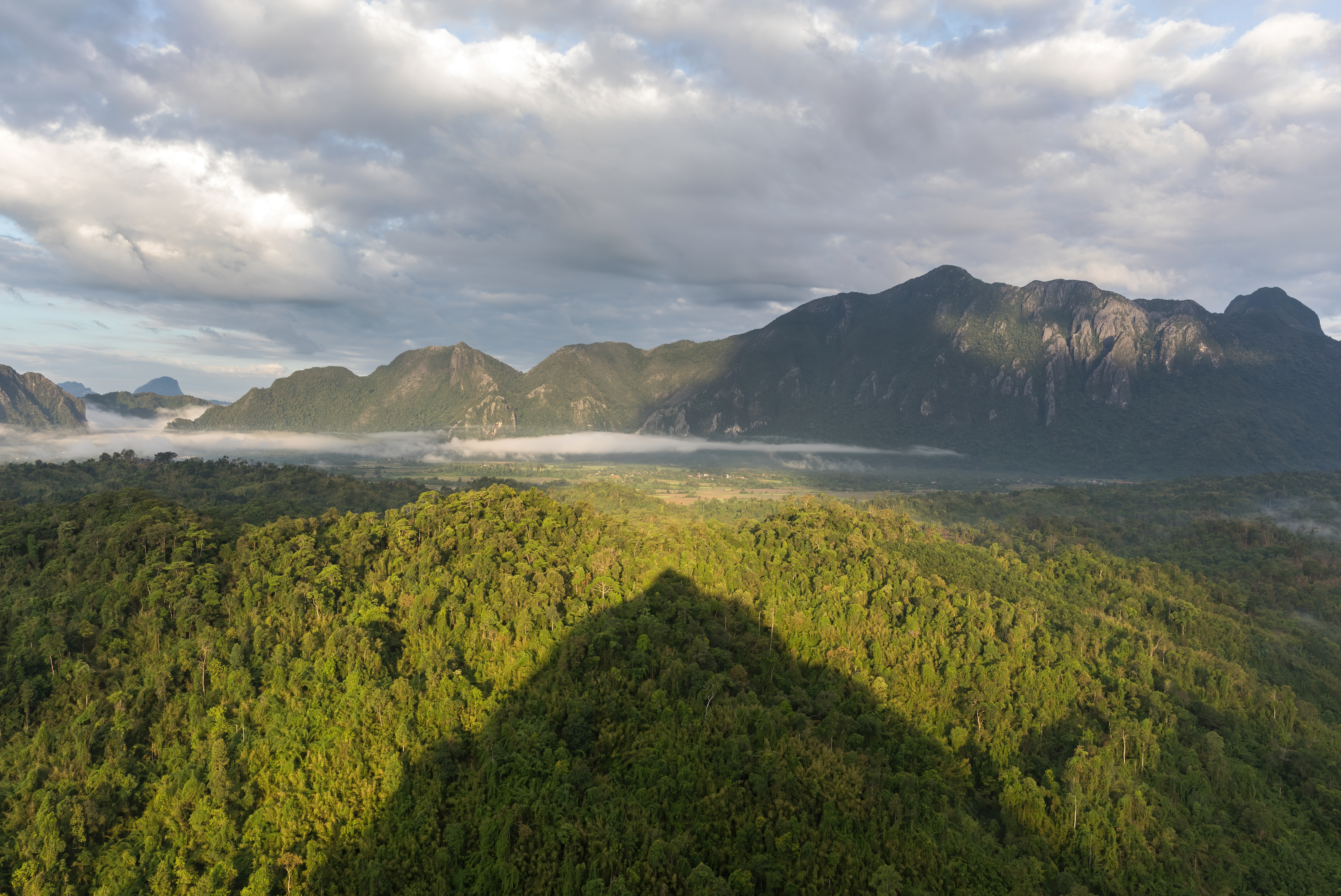
Ombre conique du mont Nam Xay au-dessus des arbres verts, tôt matin, avec des nuages pastel, vue sud-ouest du sommet, à Vang Vieng.
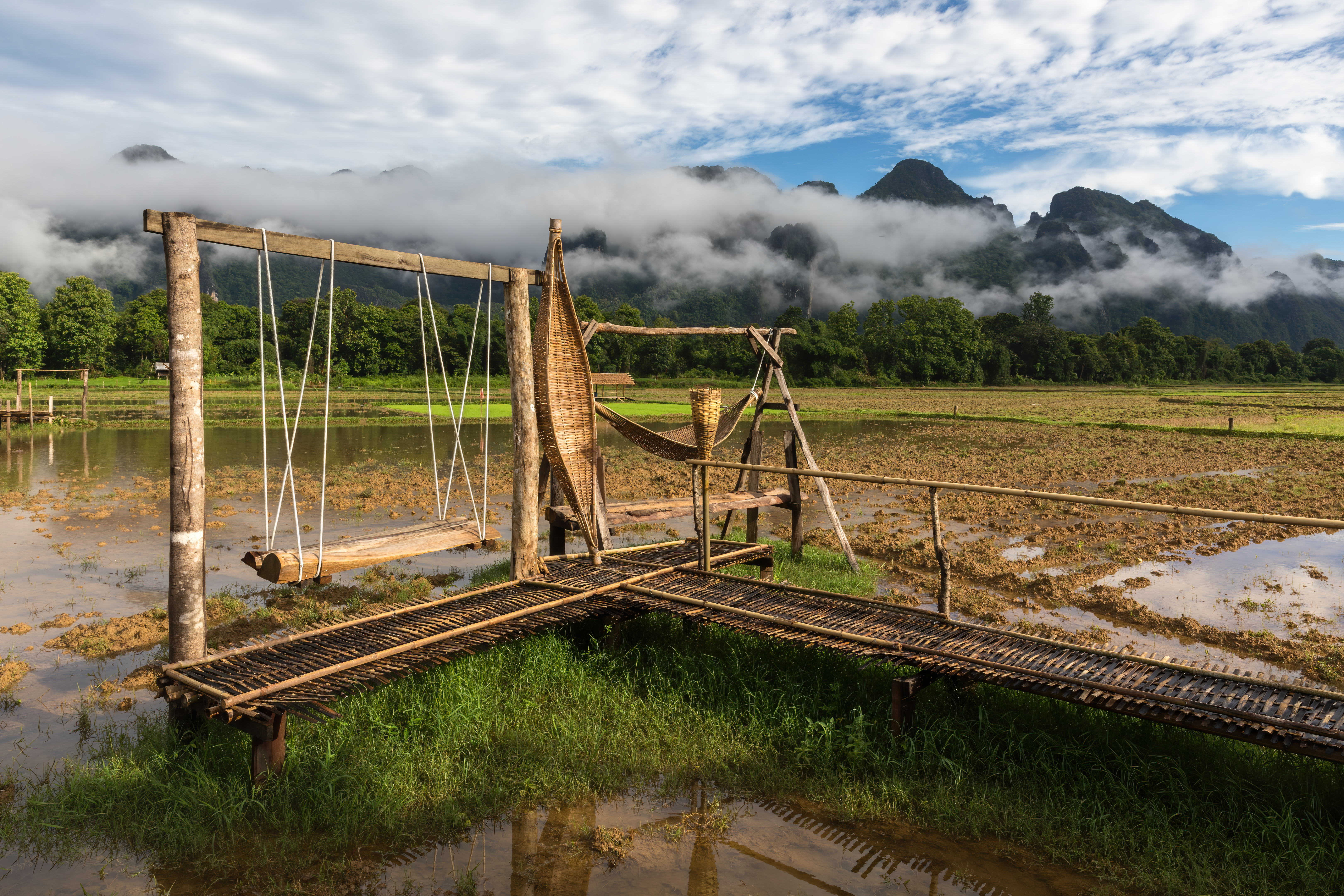
Banc suspendu et hamacs en osier sur une passerelle temporaire en bambou, dans les rizières devant des montagnes, un jour ensoleillé avec brume et ciel bleu, au restaurant Thongna Pha Puak (ທົ່ງນາຜາປວກວັງວຽງແດນງາມ), durant la mousson, à Vang Vieng.
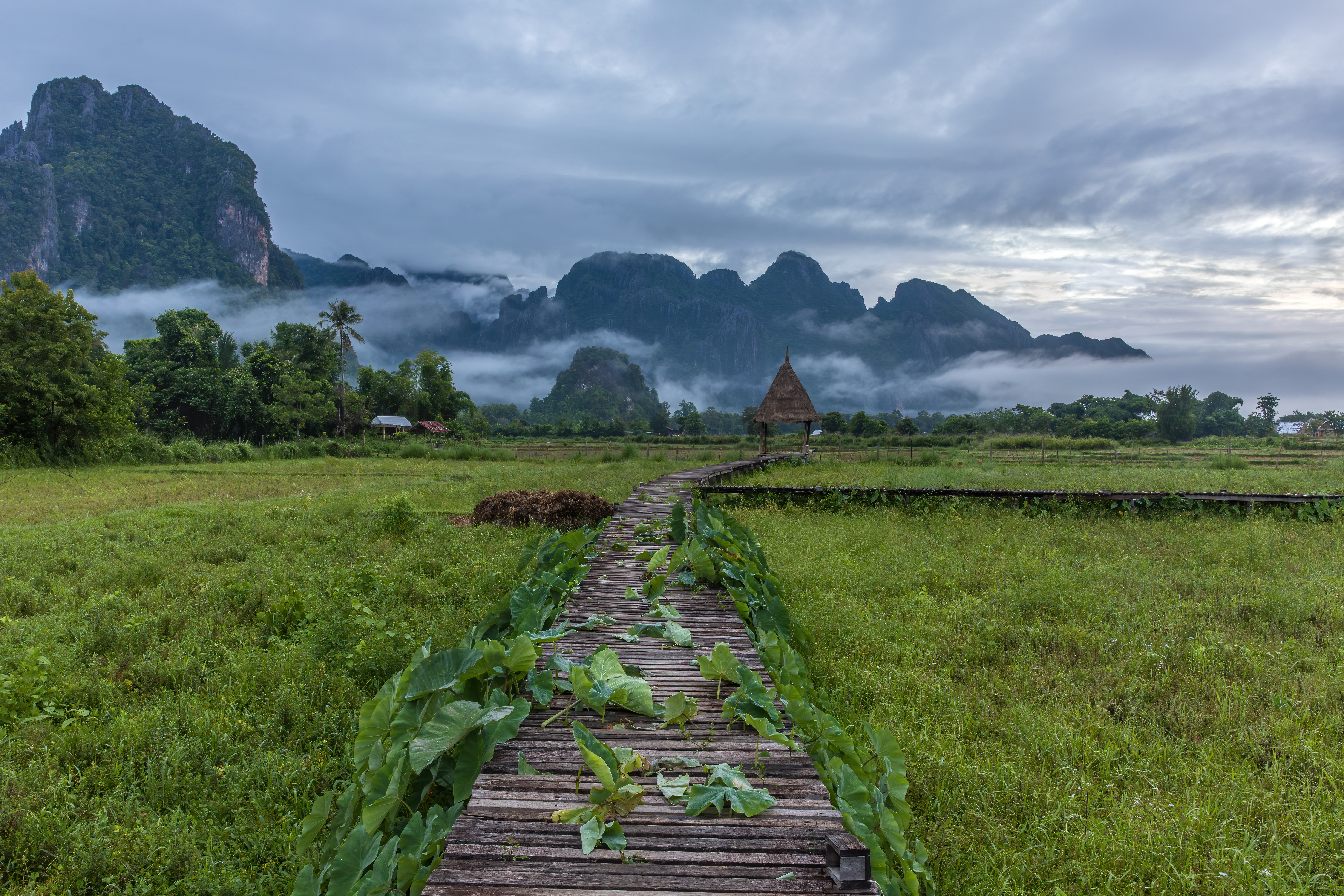
Passerelle en bois élevée sur pilotis et envahie de feuilles de Nelumbo nucifera (Lotus sacré), menant vers une hutte au toit de paille, en face des montagnes karstiques entourées de brume, au lever du soleil, à Vieng Tara Villa, Vang Vieng, durant la mousson.
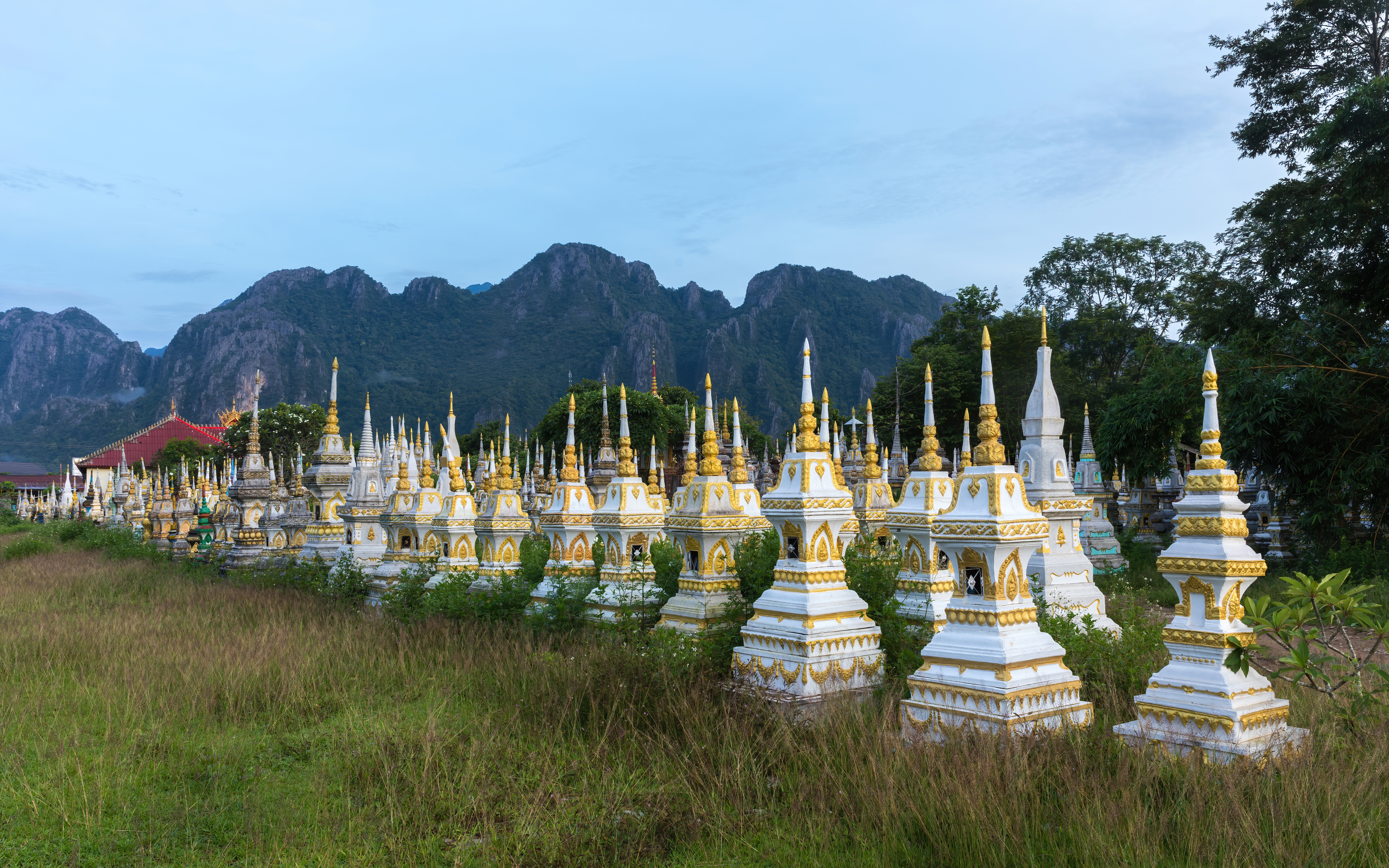
Tombes blanches et dorées en enfilade dans un cimetière bouddhiste au lever du soleil, avec les montagnes karstiques de Vang Vieng.
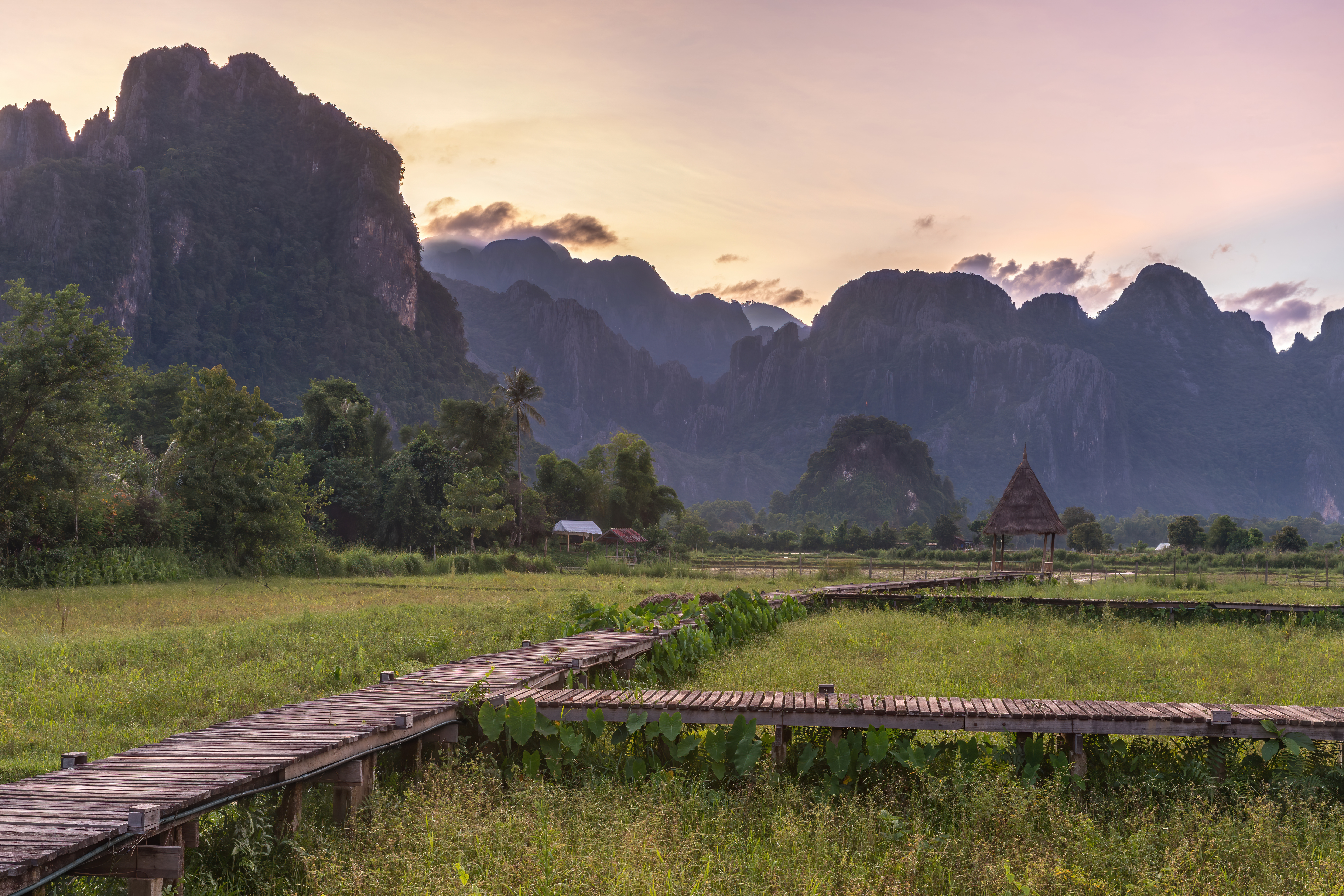
Passerelle en bois élevée sur pilotis et envahie de feuilles de Nelumbo nucifera (Lotus sacré), menant vers une hutte au toit de paille, en face des montagnes karstiques, au coucher du Soleil, à Vieng Tara Villa, Vang Vieng, durant la mousson.
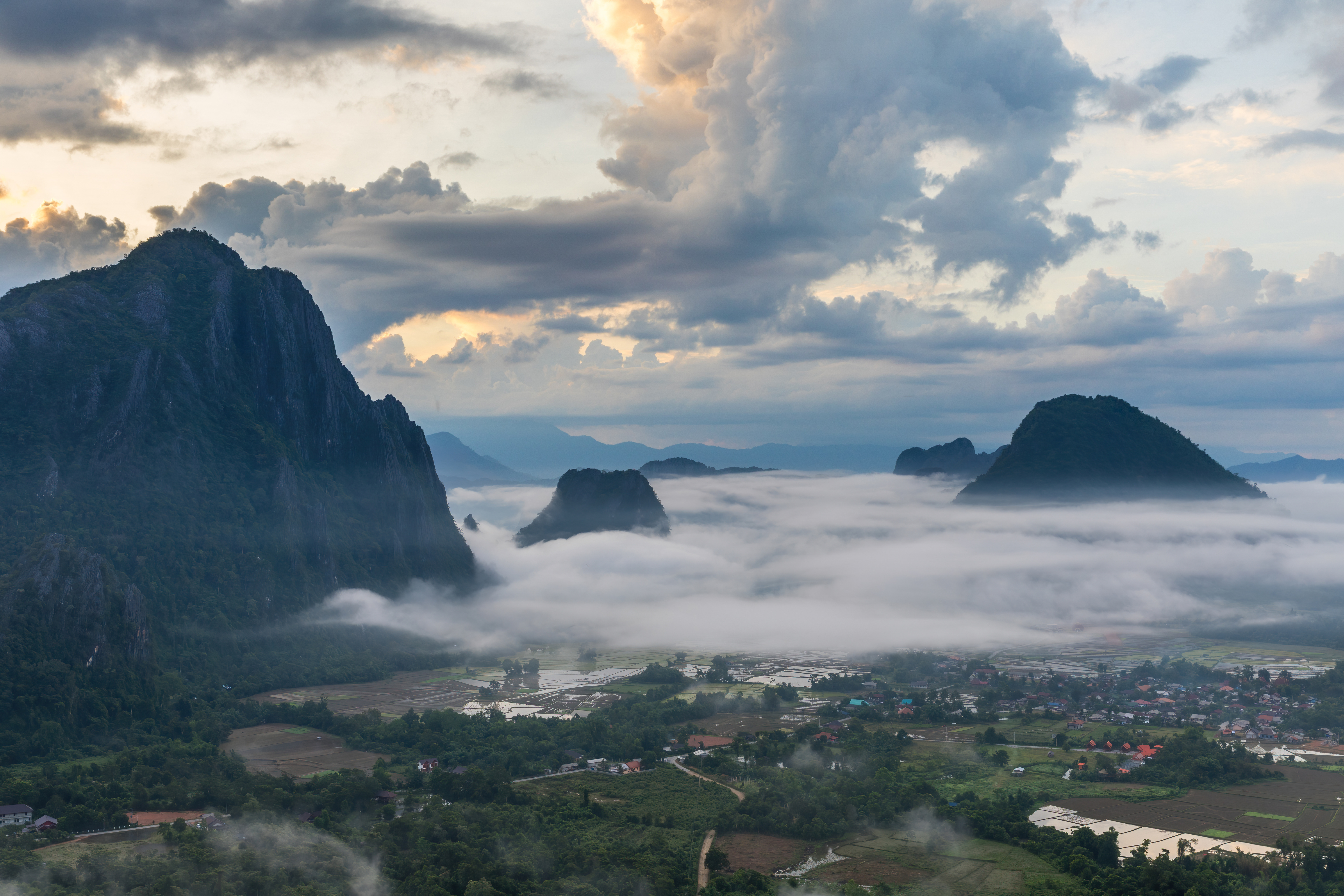
Pitons karstiques au lever du soleil, avec des nuages colorés au-dessus et une mer de nuages au-dessous, recouvrant les rizières inondées, vue sud depuis le sommet du mont Nam Xay, durant la mousson, à Vang Vieng.
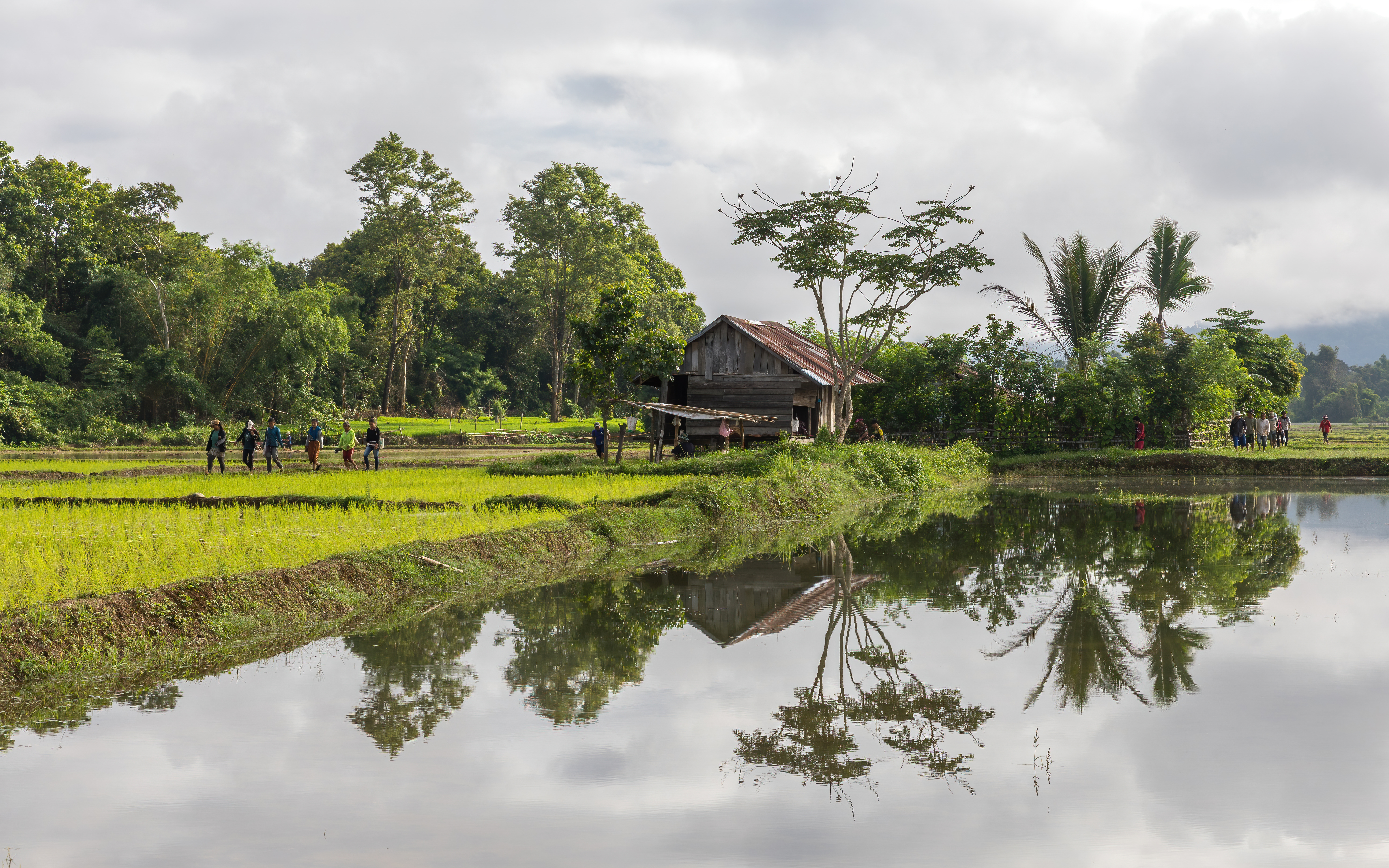
Reflet dans l'eau d'une cabane en bois entourée d'arbres, avec des paysans marchant dans les rizières de la campagne de Vang Vieng.
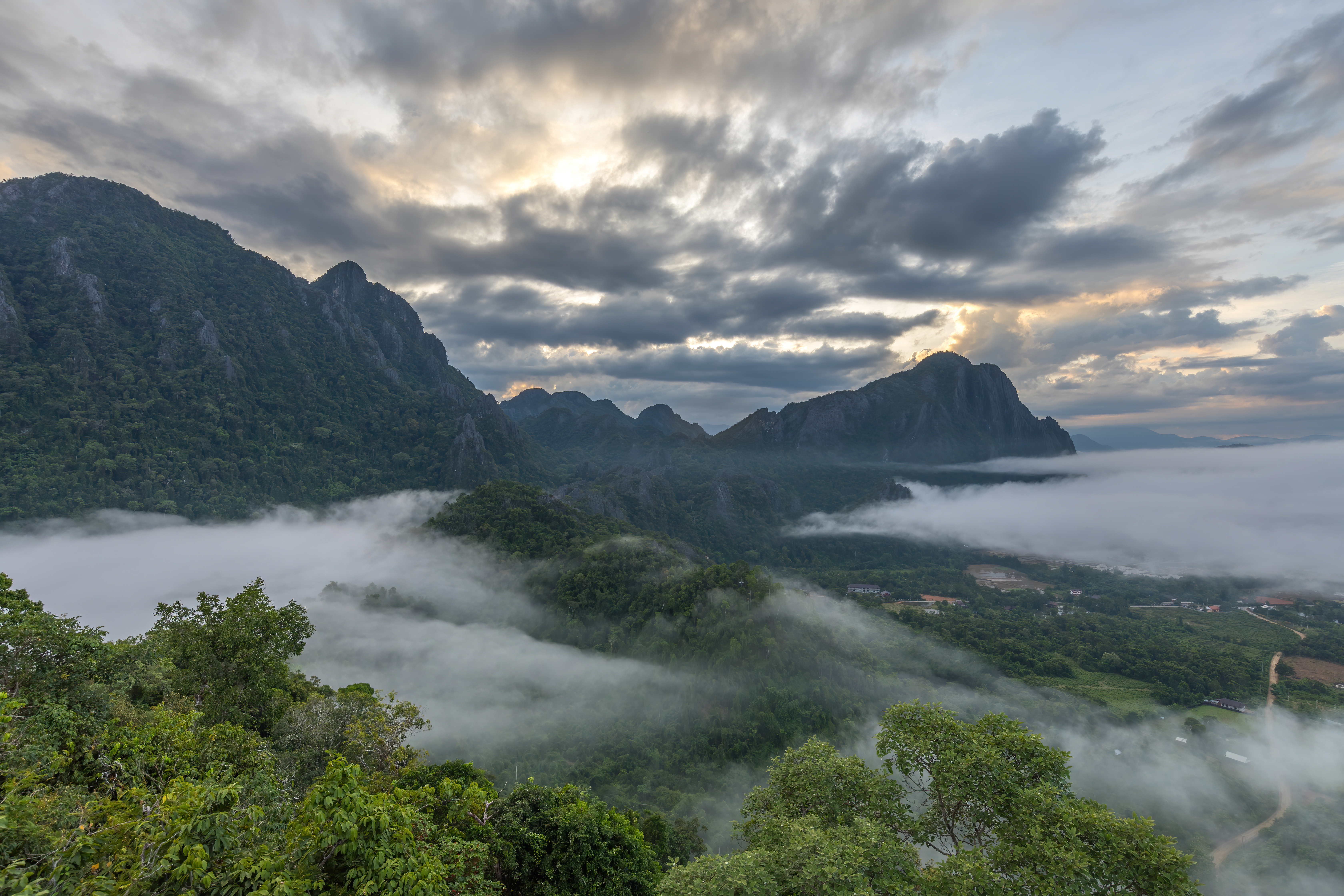
Montagnes karstiques, nuages colorés et brume au lever du jour, vue sud depuis le sommet du mont Nam Xay, durant la mousson, à Vang Vieng.
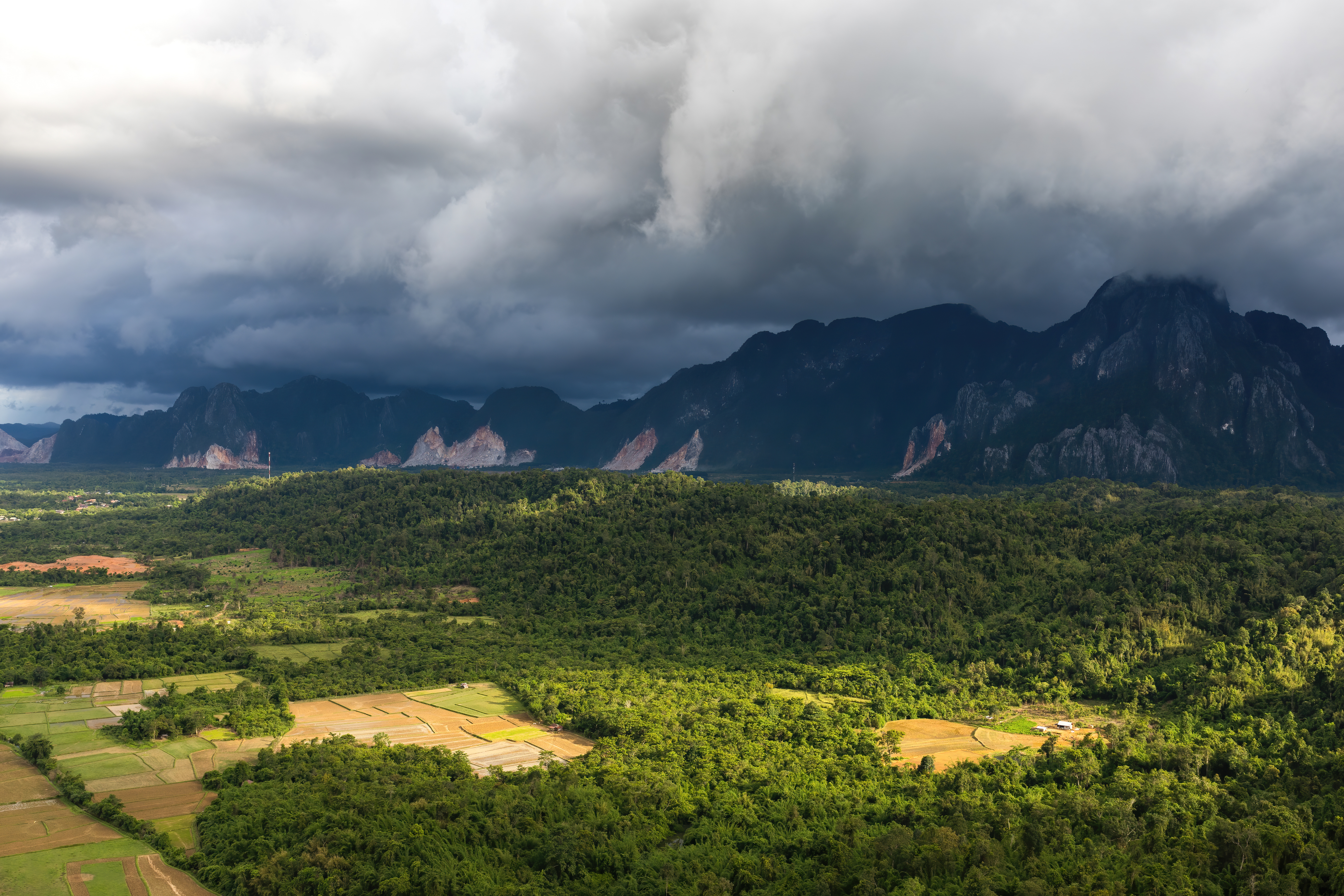
Lumière du soleil et ciel orageux au-dessus des montagnes et des rizières, vue sud-ouest depuis le sommet du mont Nam Xay, durant la mousson, à Vang Vieng.
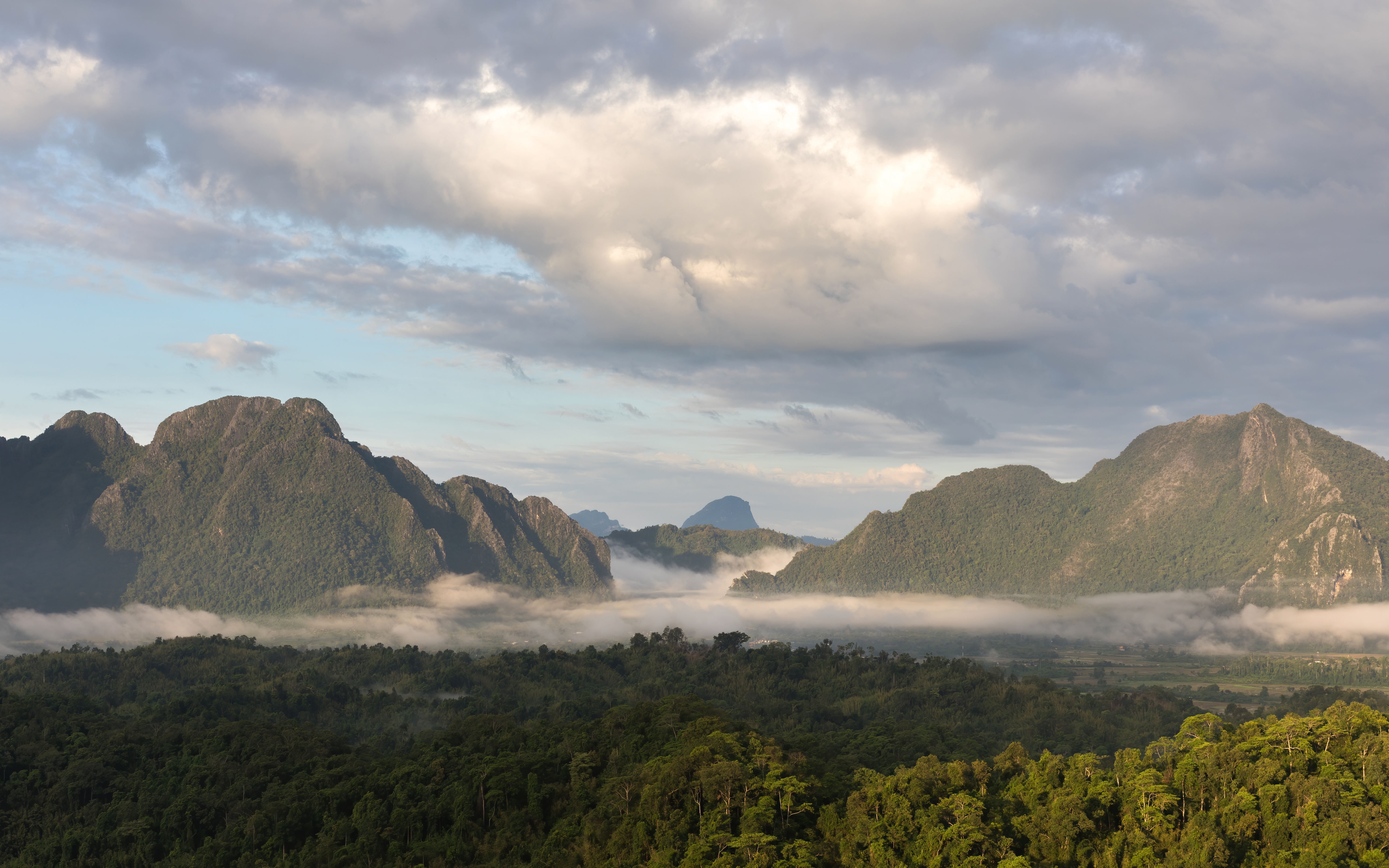
Brume ensoleillée dans les montagnes, arbres verts et nuages bleus dans le ciel, tôt matin, pendant la mousson, vue sud-ouest du mont Nam Xay, à Vang Vieng.
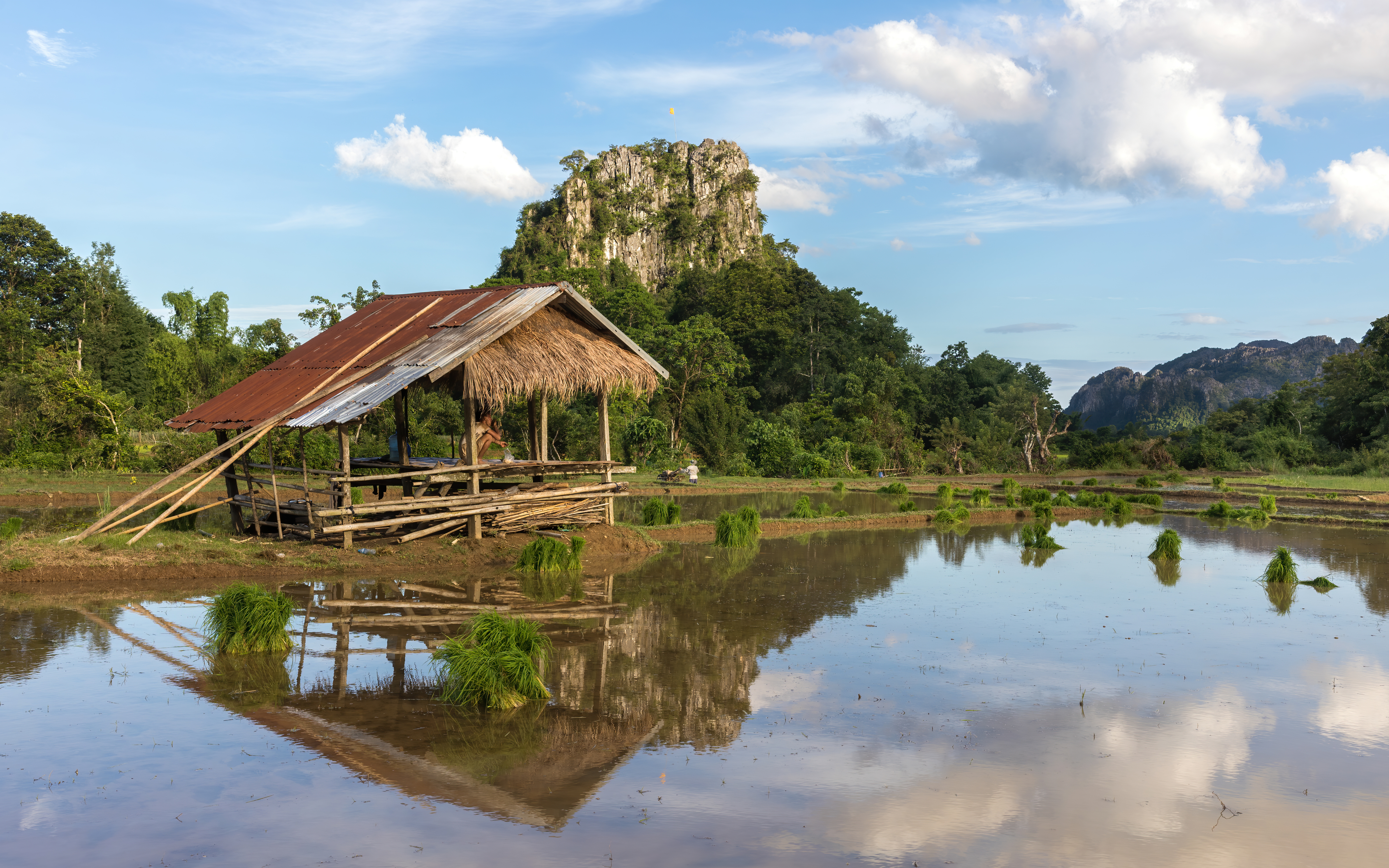
Reflet dans l'eau de montagnes, d'un abri en bois et de gerbes de riz vert éparpillées dans une rizière, avec nuages et ciel bleu, un jour ensoleillé durant la mousson, dans la campagne de Vang Vieng.
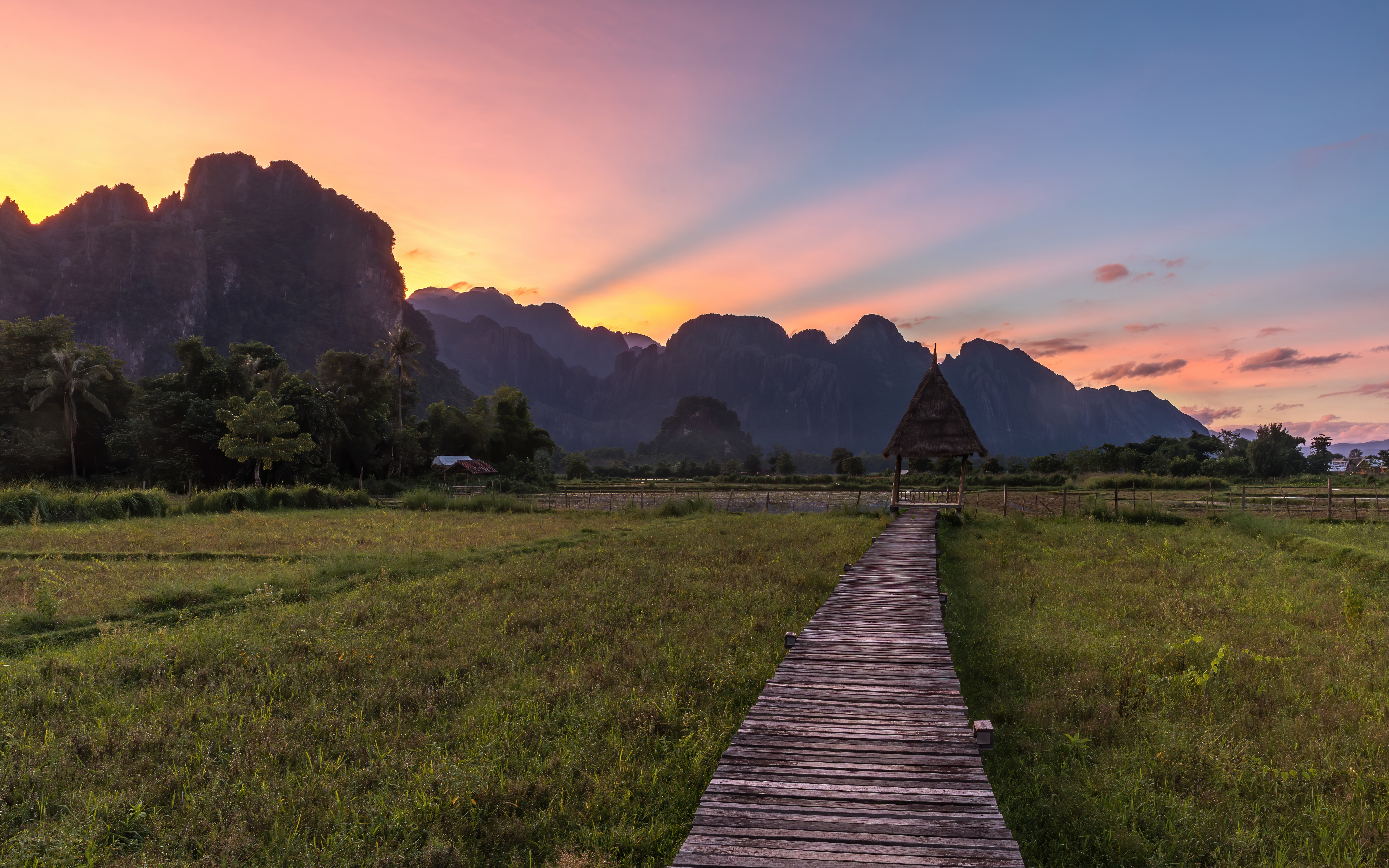
Passerelle en bois élevée sur pilotis, menant vers une hutte au toit de paille, en face des montagnes karstiques, au coucher du soleil avec un ciel coloré, à Vieng Tara Villa, Vang Vieng, durant la mousson.
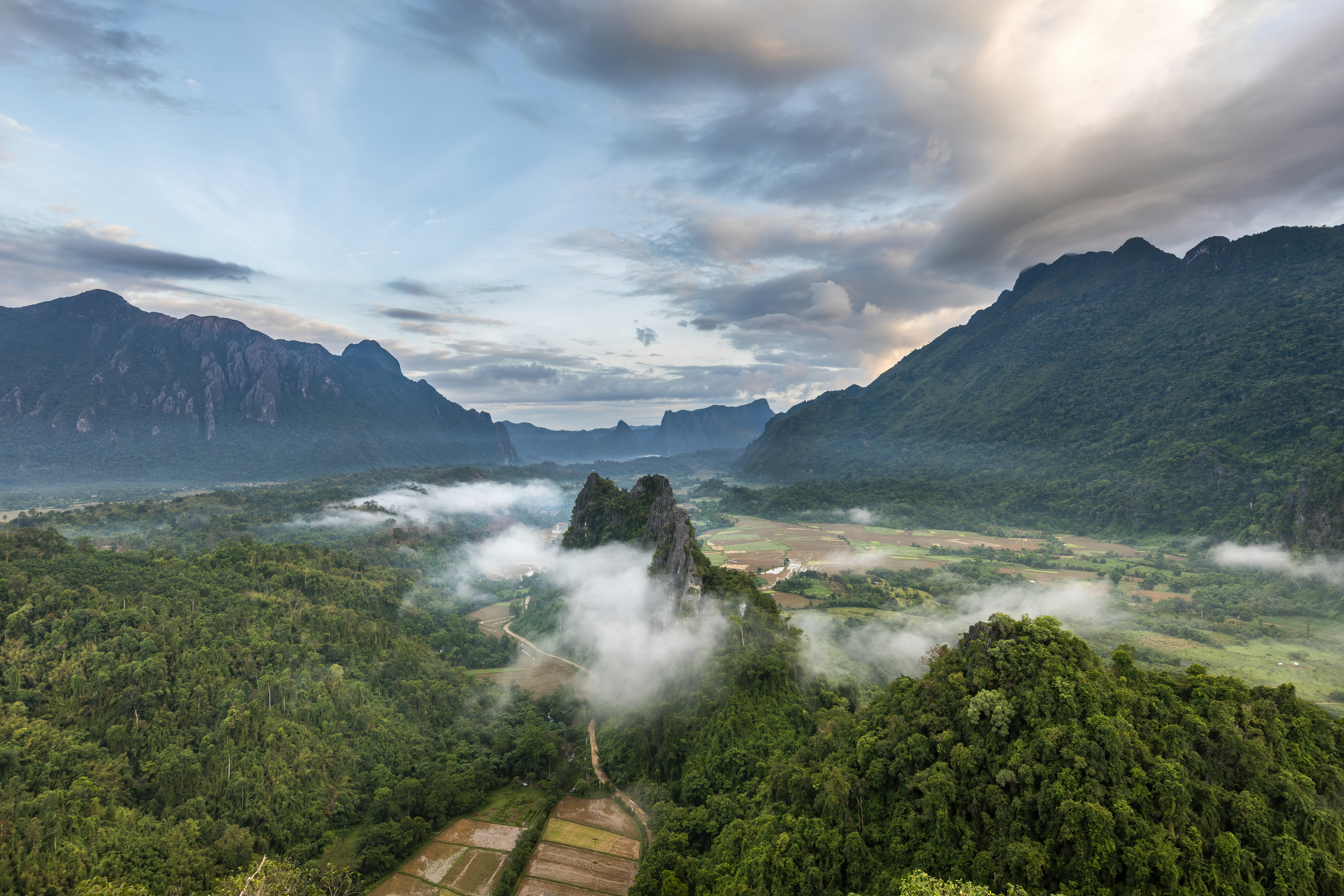
Pitons karstiques, brume et nuages colorés au lever du soleil, vus du sommet du mont Nam Xay (côté nord), pendant la mousson, à Vang Vieng. Juin 2020.

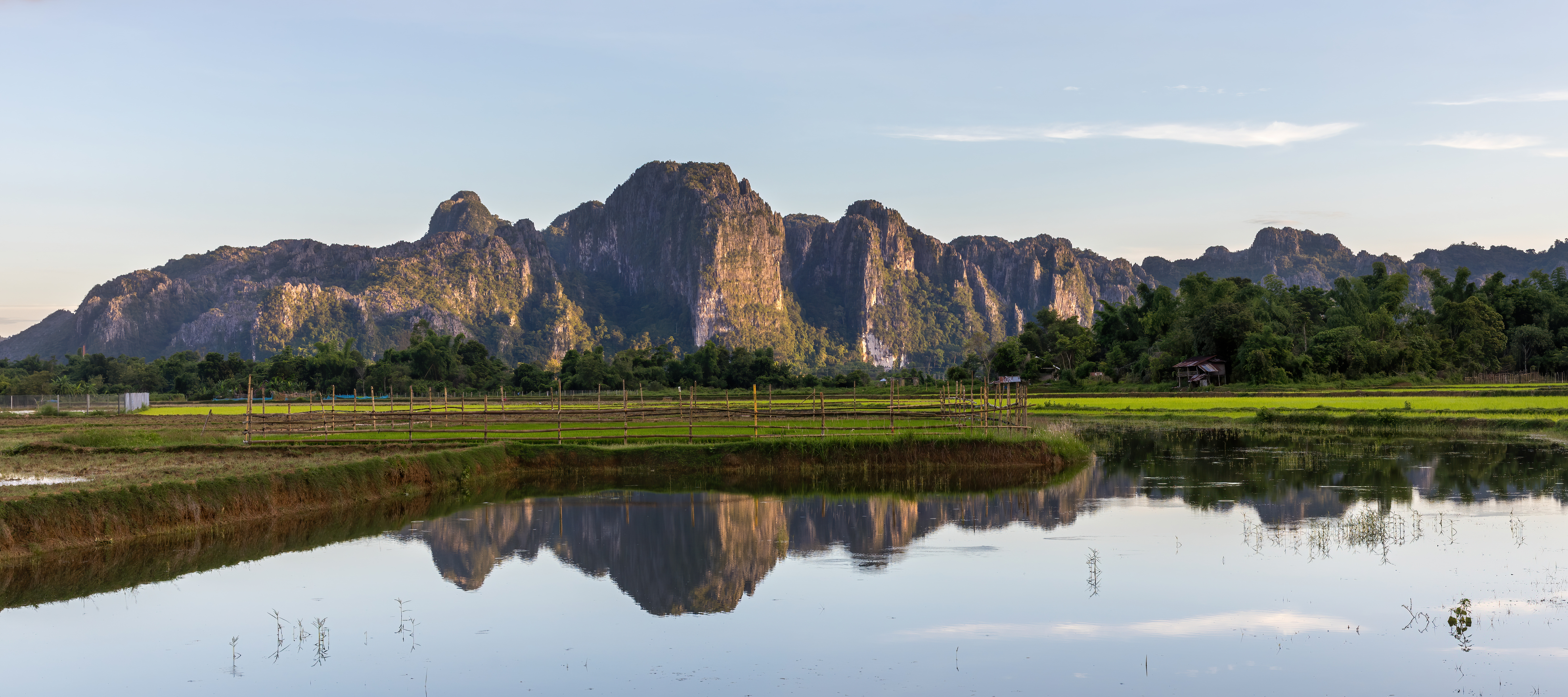
Montagnes karstiques dans la campagne de Vang Vieng, durant la mousson.

## Rizières à Van Vieng

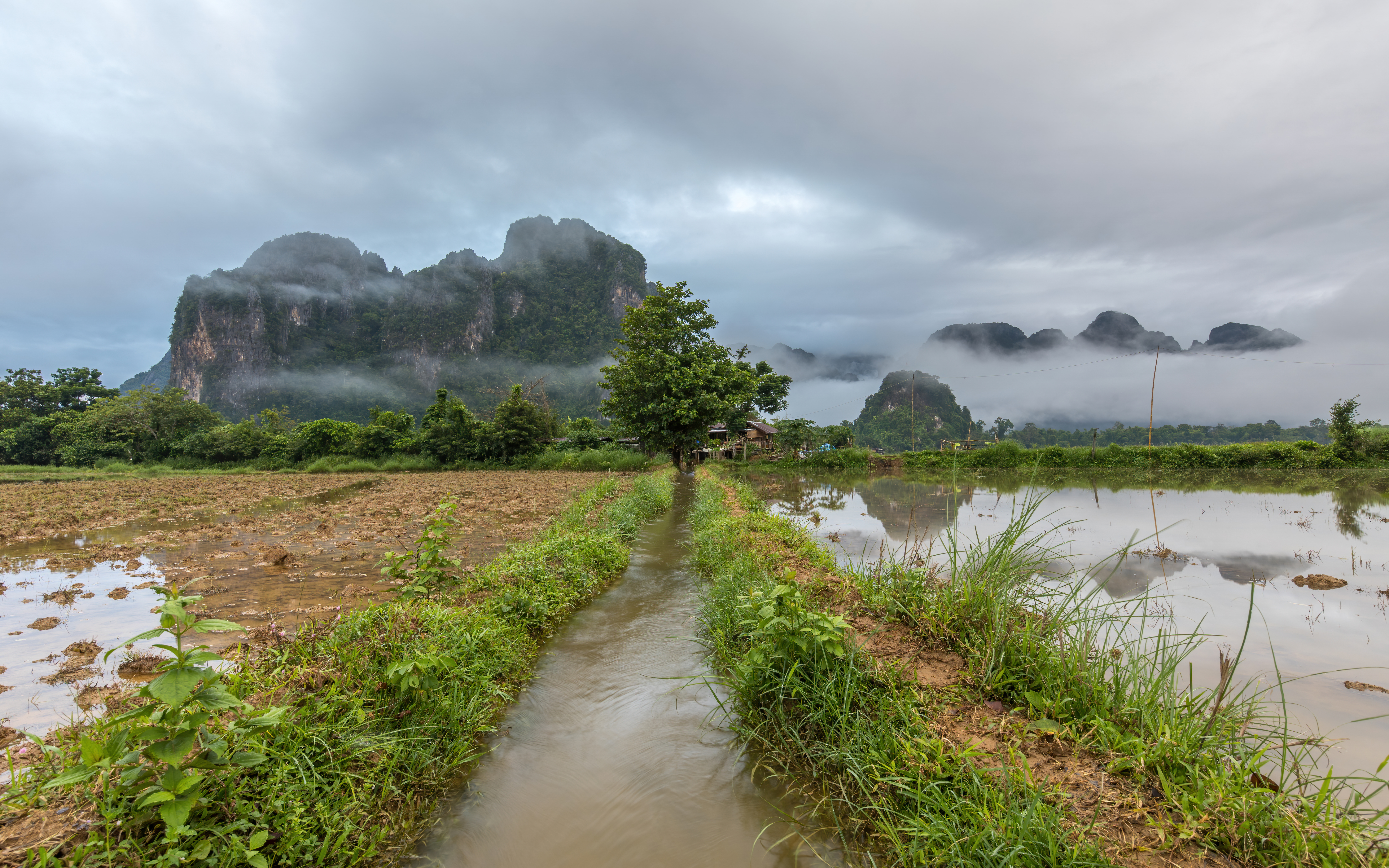
Vue de face d'un ruisseau avec un arbre comme point de convergence, des montagnes et de la brume, tôt le matin, durant la mousson, dans la campagne de Vang Vieng.
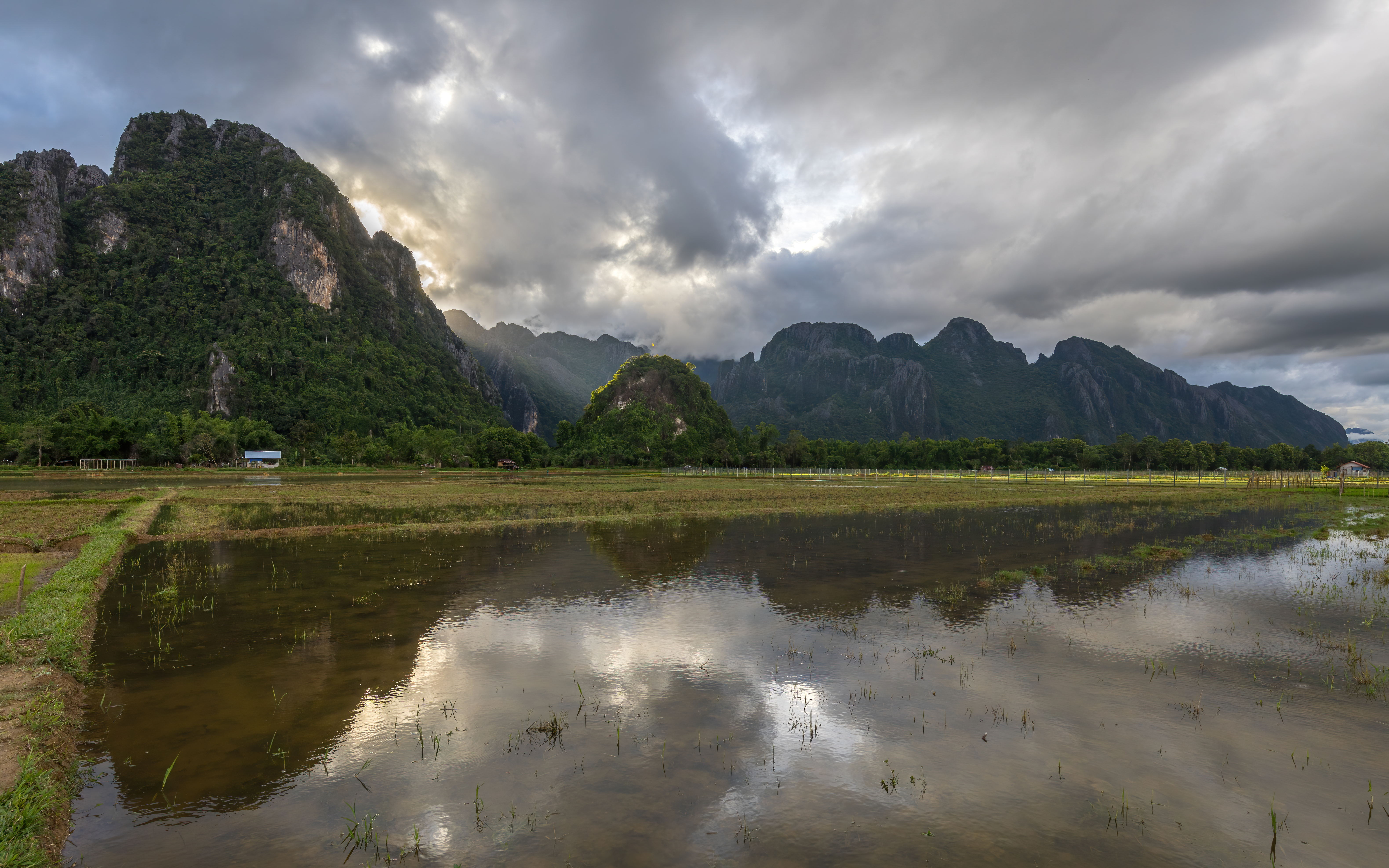
Reflet dans l'eau des montagnes de Vang Vieng, avec un ciel nuageux et des rayons crépusculaires illuminant le sommet d'une colline et une fine portion de rizières vertes, le soir, pendant la mousson.
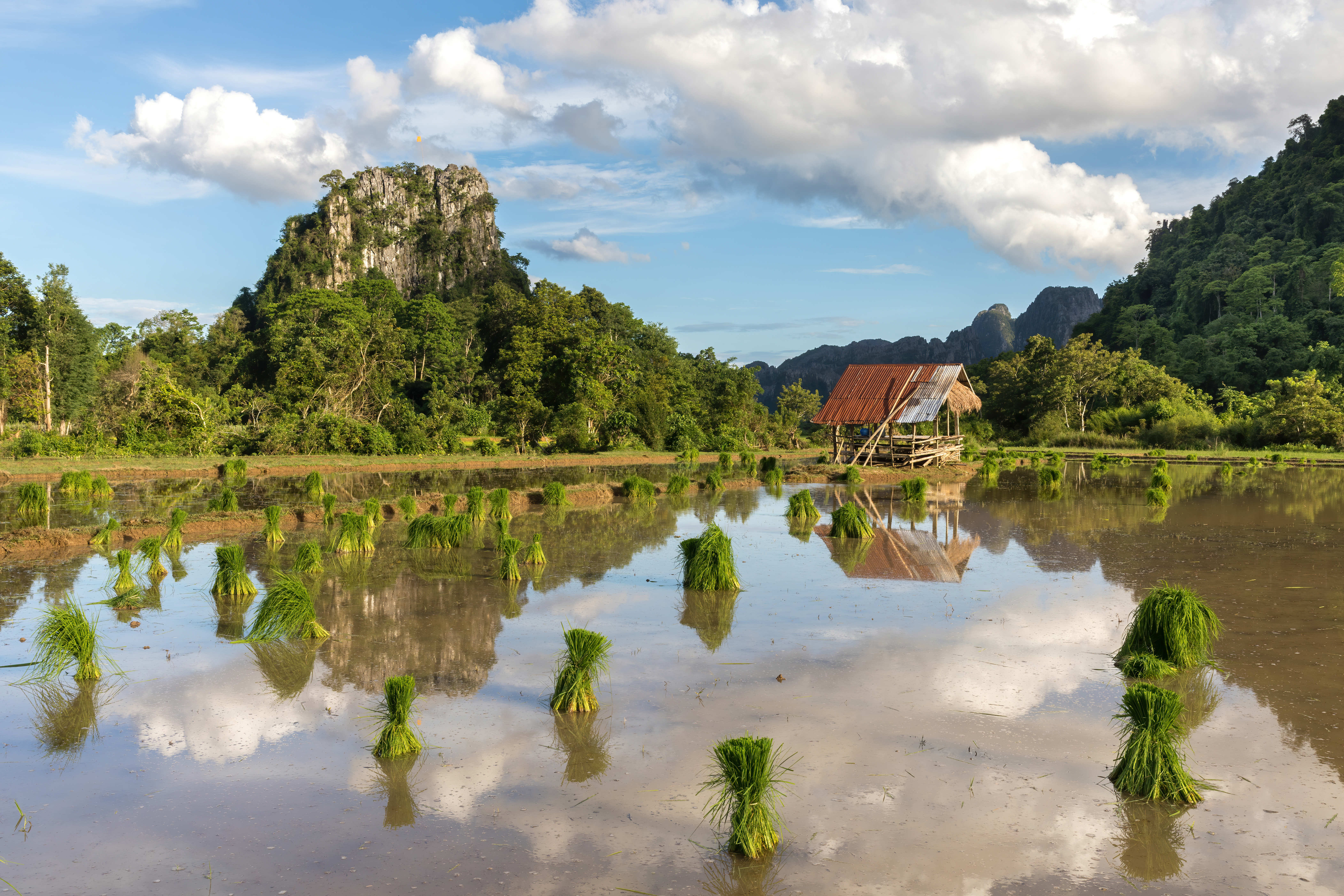
Réflexion dans l'eau de montagnes, abris en bois, gerbes de riz vert éparpillées dans une rizière, et nuages avec ciel bleu, un jour ensoleillé durant la mousson, dans la campagne de Vang Vieng.
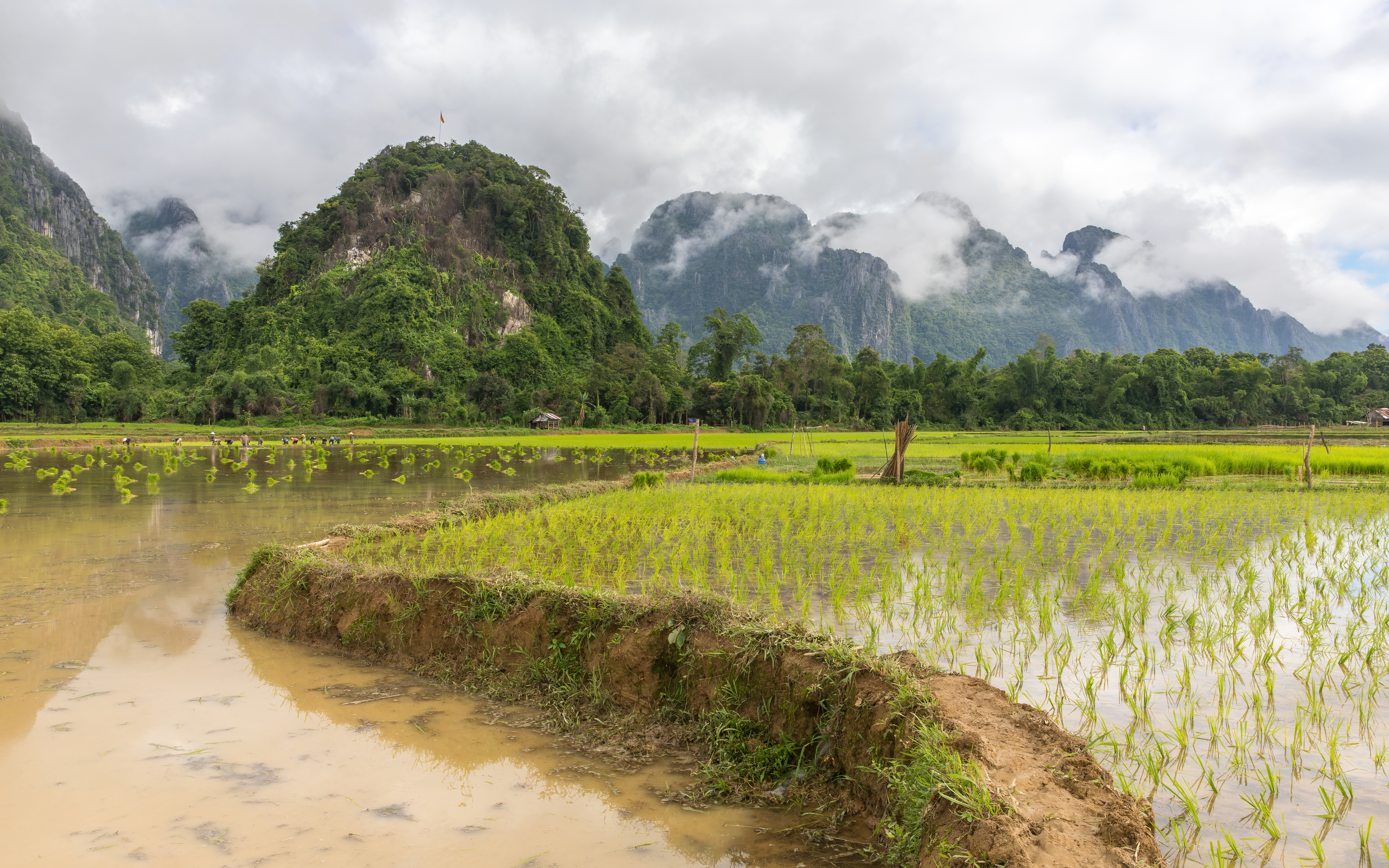
Chemin de terre tortueux dans les rizières inondées, et collines vertes en arrière-plan, pendant la mousson, à Vang Vieng.
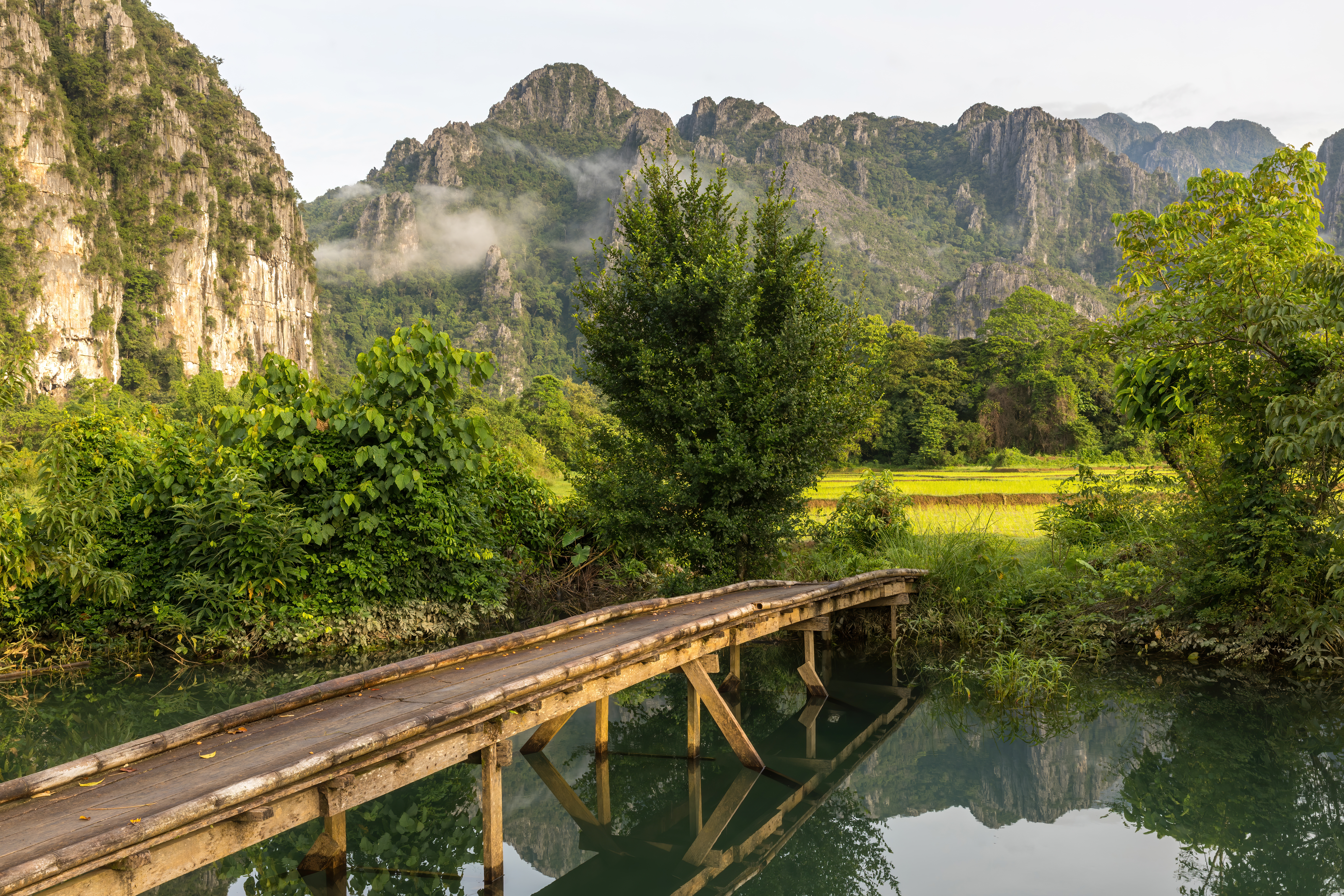
Vue de trois-quarts d'une passerelle en bois au-dessus d'un lagon, arbres et montagnes karstiques, tôt matin dans les rizières de Vang Vieng.
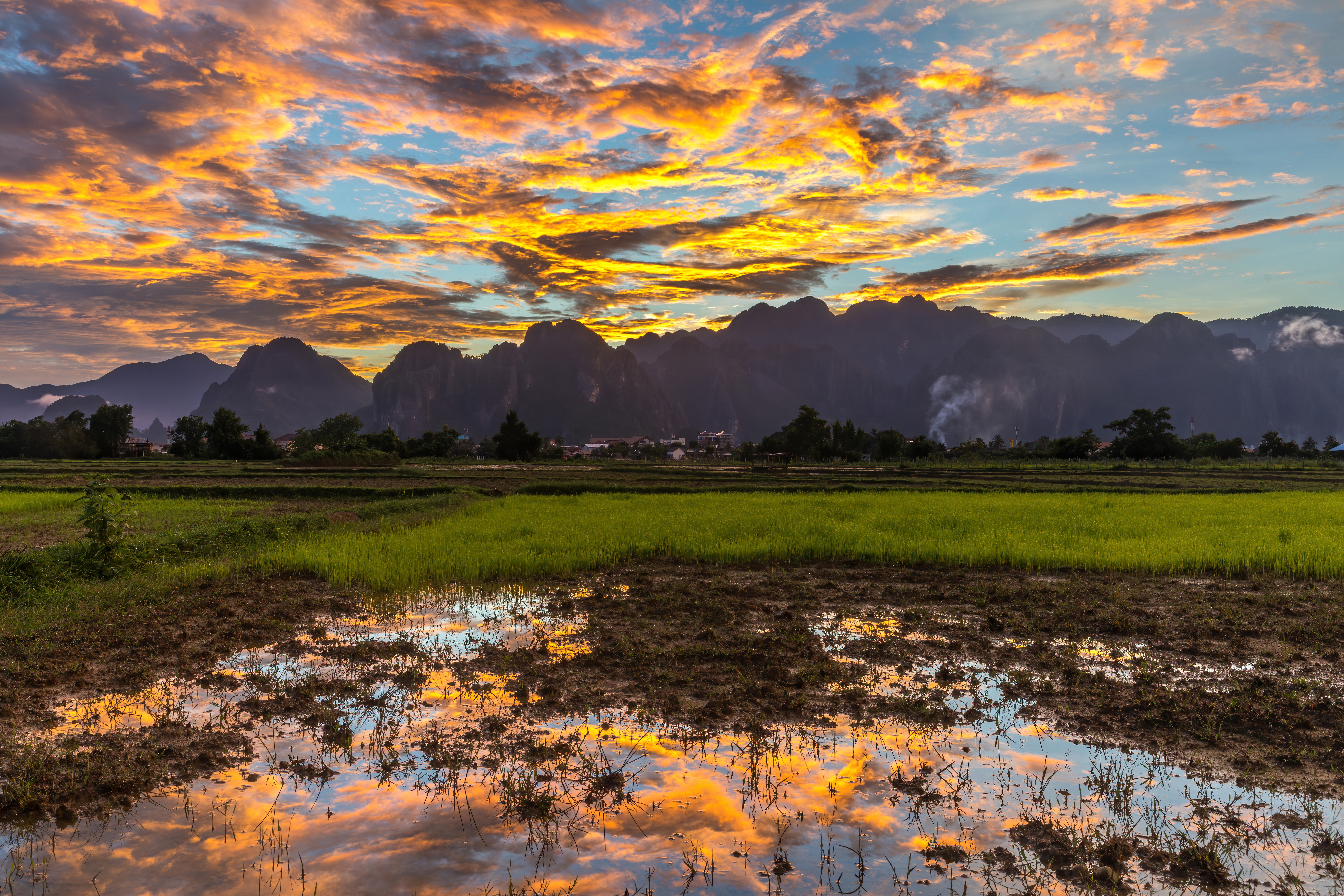
Ciel coloré avec des nuages orange et gris lumineux se reflétant dans l'eau d'une rizière, au coucher du soleil, pendant la mousson, et les montagnes de la campagne de Vang Vieng.
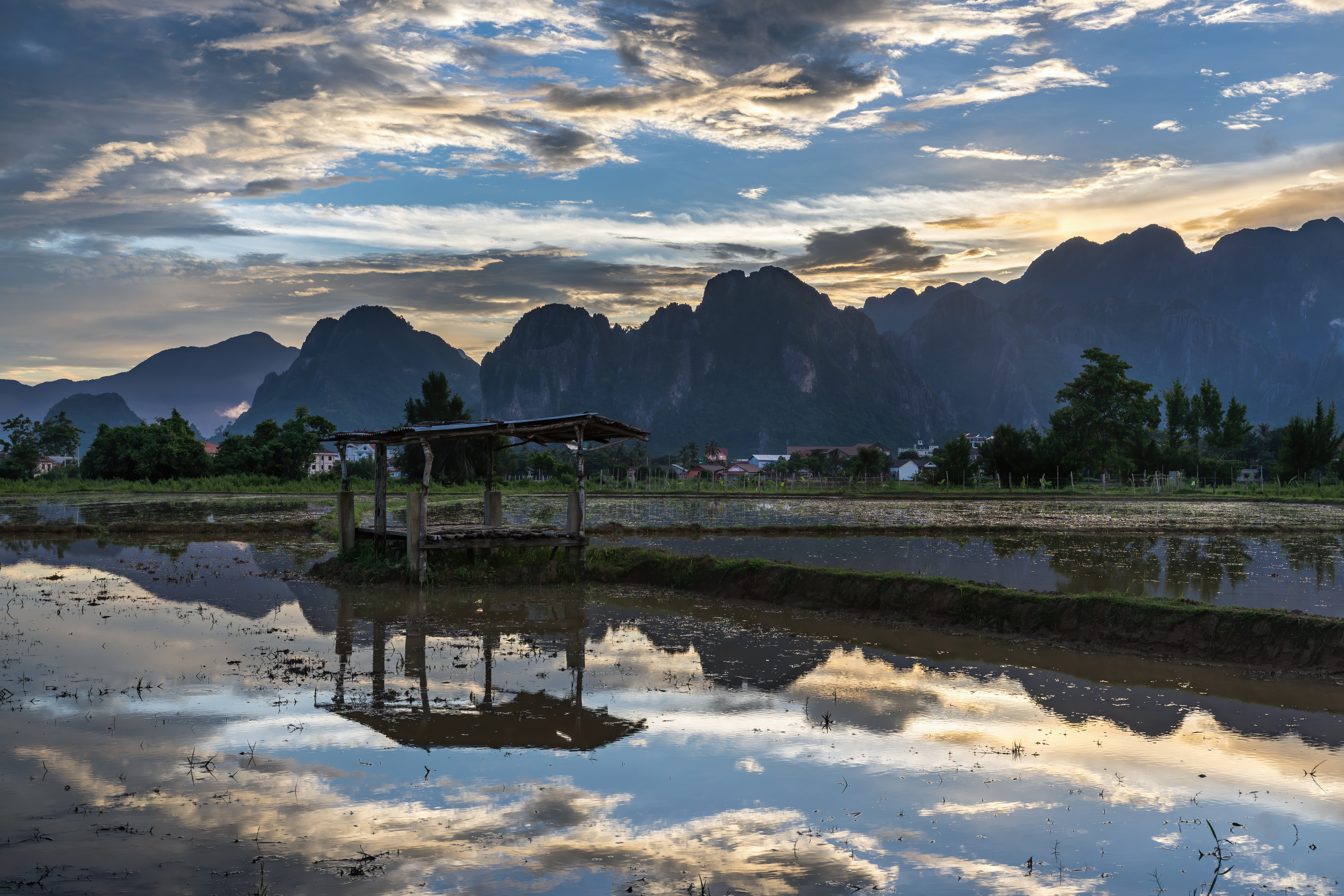
Réflexion dans l'eau d'une hutte en bois avec un ciel coloré de nuages orange, gris et blancs, dans l'eau d'une rizière, avec des montagnes karstiques au coucher du soleil pendant la mousson, dans la compagne de Vang Vieng.
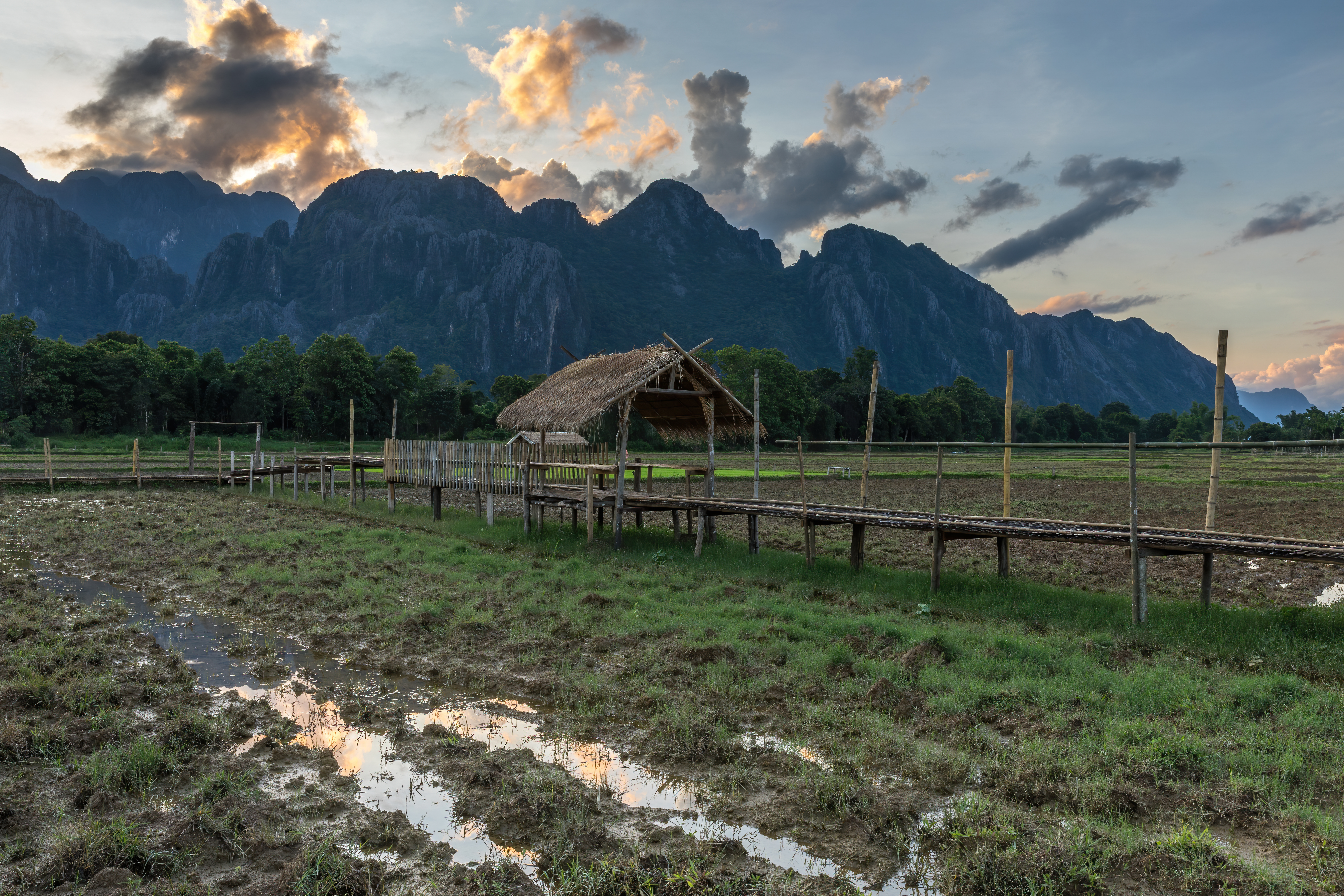
Passerelle en bois sur pilotis menant vers une hutte au toit de paille au milieu des rizières avec réflexion dans l'eau des nuages colorés au coucher du Soleil, et des montagnes karstiques dans la campagne de Vang Vieng, durant la mousson.
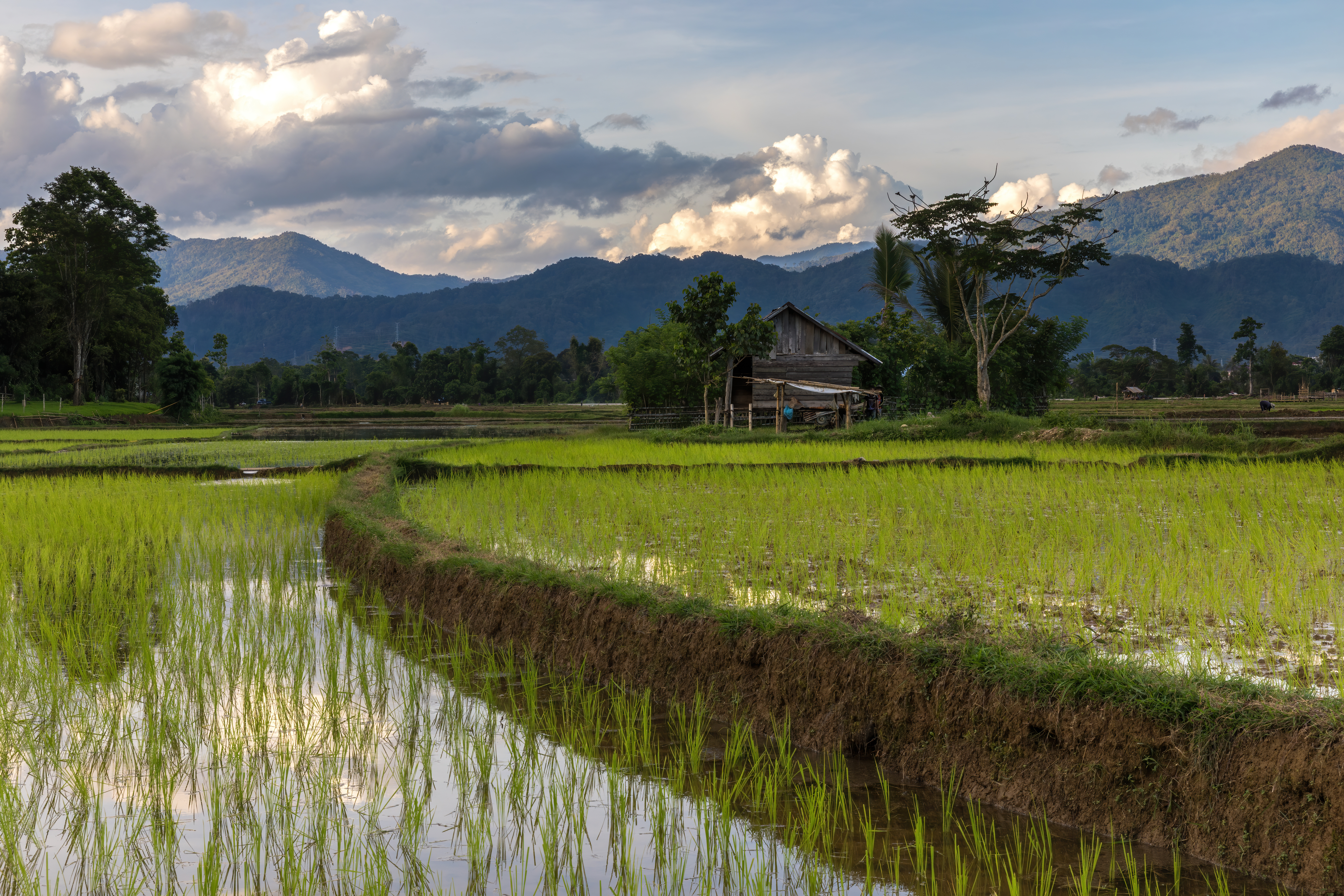
Reflet dans l'eau d'un chemin de terre dans les rizières vertes, maison en bois, montagnes karstiques et nuages colorés, pendant la mousson, à Vang Vieng.
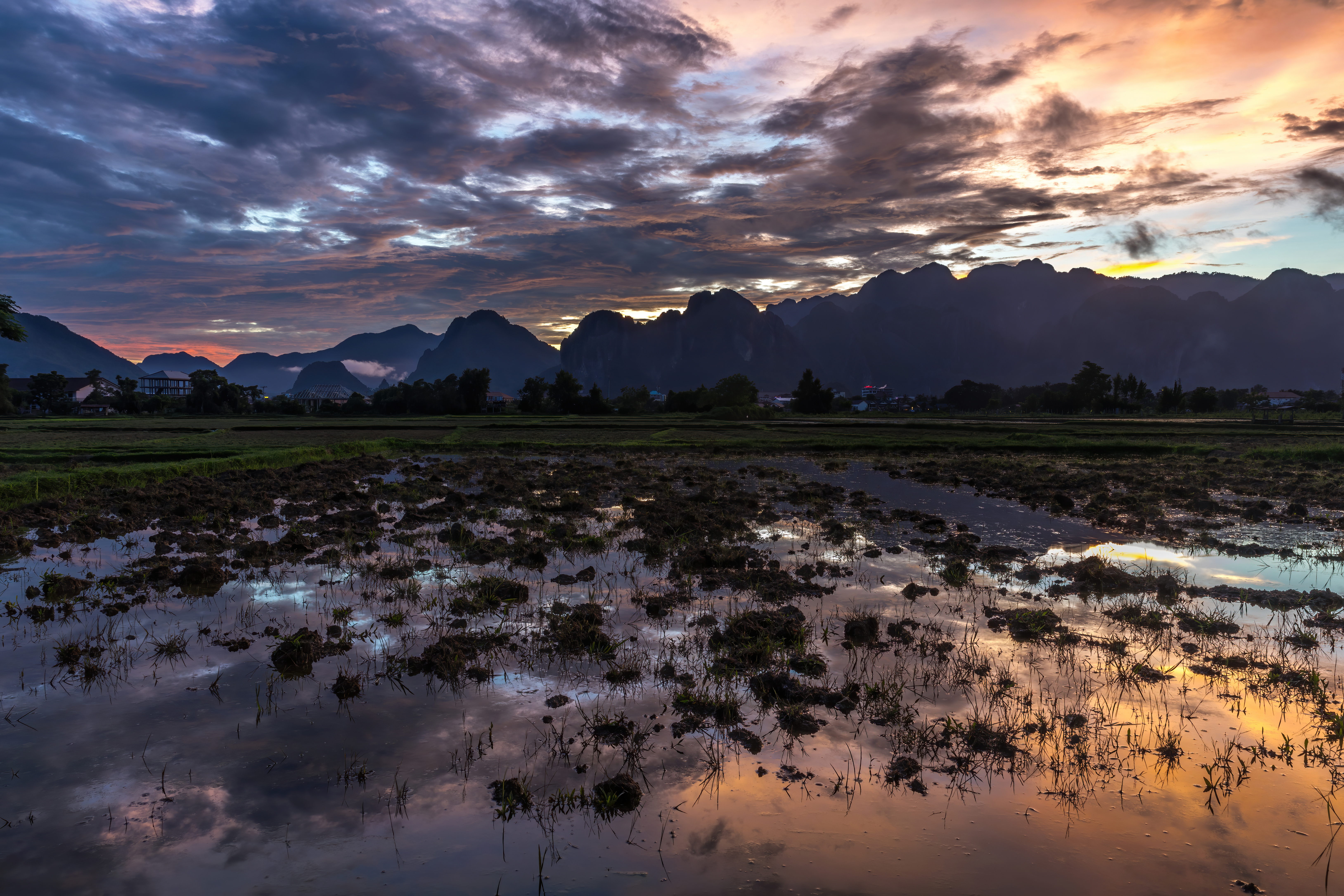
Ciel coloré avec des nuages orange et gris lumineux se reflétant dans l'eau d'une rizière, et des montagnes au crépuscule, pendant la mousson, dans la campagne de Vang Vieng.
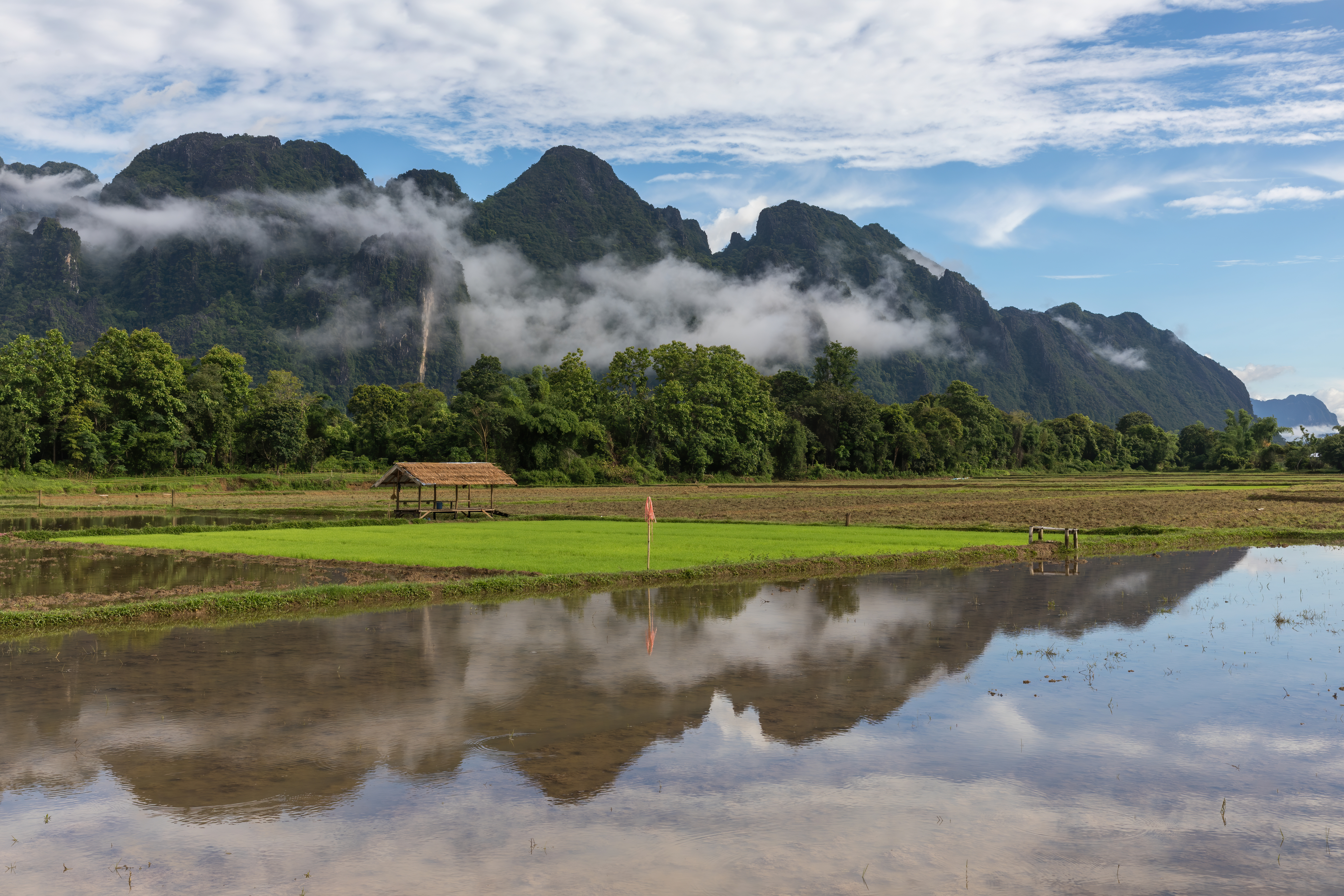
Parcelle carrée de rizière verte et reflet des montagnes dans l'eau avec de la brume et du ciel bleu, dans la campagne de Vang Vieng.
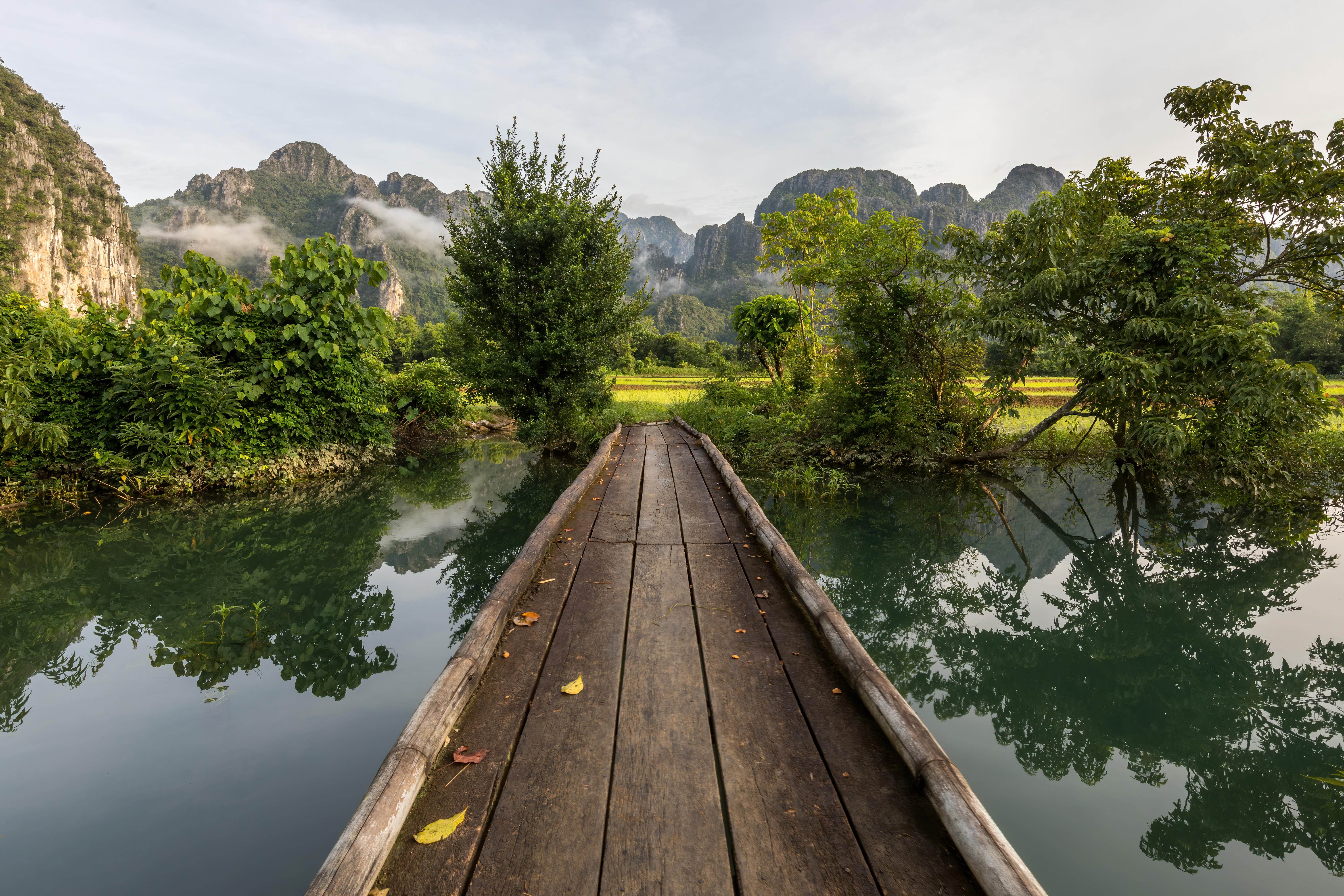
Vue de face d'une passerelle en bois au-dessus d'un lagon, arbres et montagnes karstiques, tôt matin dans les rizières de Vang Vieng.